# Бандера Степан Андрійович
Степа́н Андрі́йович Банде́ра (1 січня 1909, Старий Угринів — 15 жовтня 1959, Мюнхен) — український політичний діяч, революціонер, один із радикальних та чільних ідеологів, практиків і теоретиків українського націоналістичного руху XX століття, після розколу Організації українських націоналістів — голова Проводу ОУН-Б. Разом з Миколою Лебедем організували вбивства Броніслава Перацького за проведення політики пацифікації та Олексія Майлова за проведення спланованого та штучно організованого голоду на українських землях 1932—1933 років.
Як активний діяч УВО та ОУН, має в Україні законодавчо визначений статус борця за незалежність України у XX сторіччі. 2010 року посмертно нагороджений званням Герой України, проте Указ Президента України про присвоєння Степанові Бандері цього звання скасували рішенням Донецького окружного адміністративного суду. Багатьма вважається національним героєм України. 2008 року визнаний третім зі ста великих українців після Ярослава Мудрого та Миколи Амосова за підсумками опитування громадської думи «Великі українці».
У червні 1941 на ініціативу ОУН(б), яку очолював Степан Бандера, створили Український національний комітет, до якого ввійшли представники різних політичних напрямів, за винятком ОУН(м). Степан Бандера і Ярослав Стецько були авторами Акта відновлення Української Держави 30 червня 1941 року. За його проголошення 5 липня 1941 року німецька влада заарештувала Степана Бандеру, призначивши домашній арешт. Потім, з 15 вересня 1941 року, його ув'язнили в Берлінській тюрмі. З початку 1942 року до серпня 1944 року Бандера перебував у концтаборі Заксенгаузен, у бункері «Целленбау», у переважно добрих умовах. У вересні 1944 року його звільнили, запропонувавши участь у керівництві антирадянського збройного руху в тилу Червоної армії, однак Бандера відмовився. Степан Бандера і Ярослав Стецько у квітні 1944 року на нараді обговорювали завдання підривної діяльності проти СРСР з керівником таємних операцій вермахту Отто Скорцені. Представники ОУН(б) та УПА, яку створила ОУН(б), тоді проводили переговори з німцями, а деякі підрозділи УПА водночас, у 1944 році, воювали з нацистами.
Радянський уряд уповноважив КДБ вбити Степана Бандеру в Мюнхені, ФРН. Це здійснив радянський агент Богдан Сташинський 15 жовтня 1959 року.
Оцінки Степана Бандери суперечні. Одні називають його символом боротьби за незалежність України, інші ж ставляться до Бандери вкрай негативно, звинувачуючи у фашизмі, колабораціонізмі, тероризмі. Визначення «бандерівці», похідне від його прізвища, поступово стало загальним і застосовним для радянської та російської пропаганди до всіх українських націоналістів, незалежно від їхнього ставлення до Бандери.

## Життєпис

### Родина
Народився 1 січня 1909 року в селі Старий Угринів, нині Калуського району Івано-Франківської області, Україна (тоді Калуський повіт, Королівство Галичини та Володимирії, Австро-Угорщина).
Батько: о. Андрій Бандера, (11.12.1882—10.07.1941) греко-католицький священник, був тоді парохом у селі Старий Угринів. Походив із міста Стрия.
Мати: Мирослава Бандера, (1890—1921) походила з давньої священницької родини Глодзінських (була донькою греко-католицького священника із села Старого Угринова).
Дідусь: Володимир Ґлодзінський, (1836—1913) священник Української греко-католицької церкви, дід Степана по матері.
Брати: Олександр (25.03.1911—кінець липня 1942), Василь (12.02.1915—21.07.1942), Богдан (04.04.1919—?).
Сестри: Марта-Марія (22.06.1907—13.11.1982), Володимира (10.03.1913—11.07.2001), Оксана (22.12.1917—24.12.2008).
Дружина: Ярослава Бандера, (14.09.1917 — 17.08.1977) походила з родини Опарівських, українська політична діячка.
Діти: Наталя (26.05.1941—13.01.1985), Андрій (16.05.1946 — 19.07.1984), Леся (27.08.1947—16.08.2011). Змалку діти Степана Бандери не знали справжнього прізвища свого батька й мали прізвище Попель. Про діяльність свого батька вони дізналися тільки після його смерті.
Внучки: Богдана, Олена.
Онук: Степан Андрійович Бандера (1969), народився у Вінніпезі (Канада), має диплом Колумбійського університету. Нині працює журналістом, як і його батько, який видавав у Канаді англомовну газету Ukrainian Echo.
Збереглася докладна автобіографія Степана Бандери.

### Дитячі роки (1909—1927)

Будинок у Старому Угринові, де Бандера народився і провів перші 10 років життя

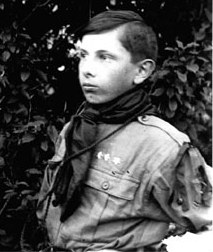
Степан Бандера в Пласті (1923)

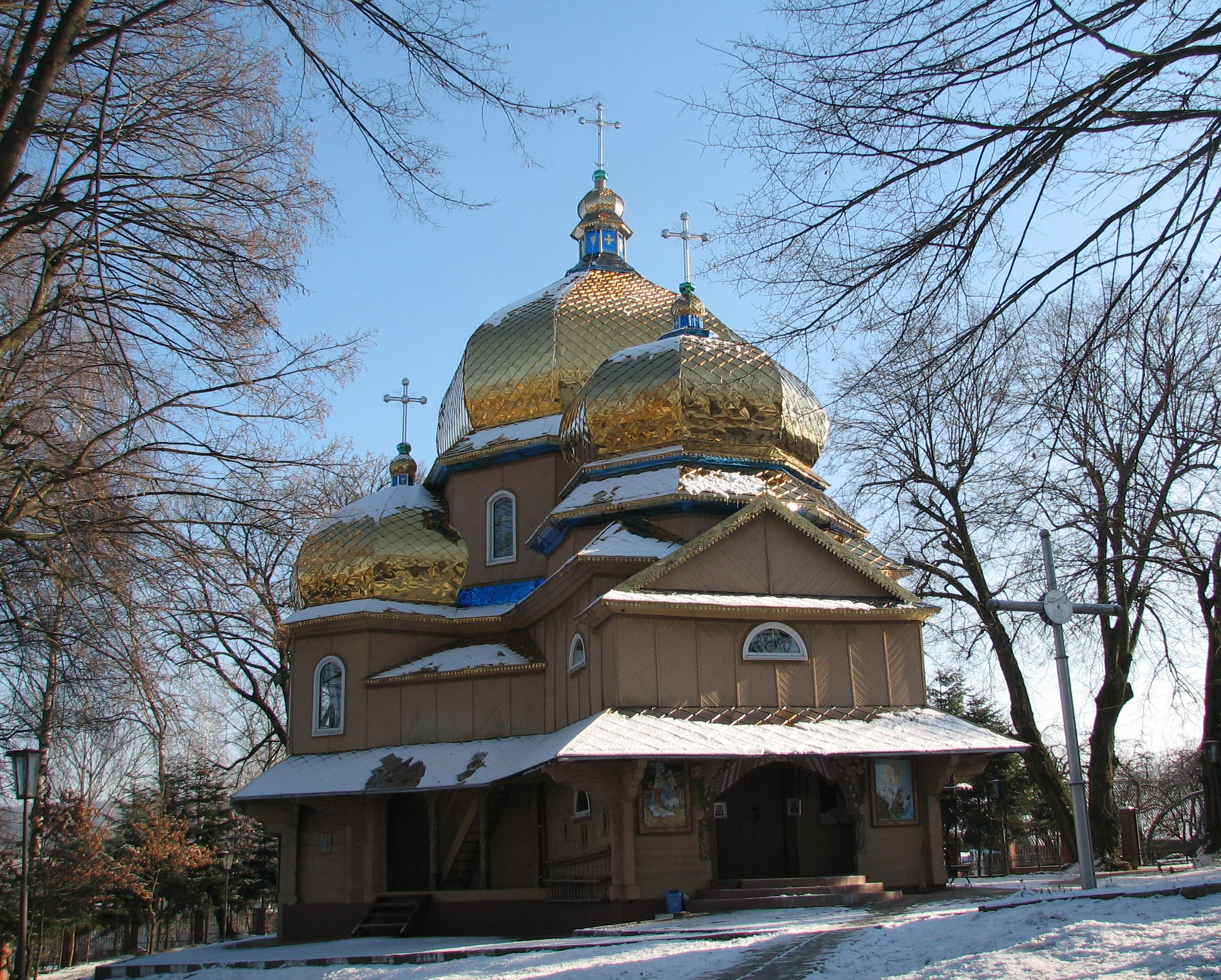
Церква в Старому Угринові, в якій хрестили Степана

Степан Андрійович Бандера народився 1 січня 1909 року в галицькому селі Старий Угринів, на території Королівства Галичини і Володимирії, що входило в склад Австро-Угорської монархії. Його батько, о. Андрій Михайлович Бандера, був греко-католицьким священником і походив з родини стрийських міщан-хліборобів Михайла й Розалії Бандер. Дружина Андрія Михайловича, Мирослава Володимирівна (1890—1922), до шлюбу Ґлодзінська, була дочкою греко-католицького священника зі Старого Угринова о. Володимира Ґлодзінського і його дружини Катерини. Степан був другою дитиною в сім'ї після старшої сестри Марти-Марії (1907—1982). Надалі в сім'ї народилося ще шестеро дітей: Олександр (1911—1942), Володими́ра (1913—2001), Василь (1915—1942), Оксана (1917—2008), Богдан (1921—1944?) і Мирослава (народилася й померла в 1922).
Фронти Першої світової війни 4 рази в 1914–1915 і 1917 пересувалися його селом. Улітку 1917 року жителі Галичини стали свідками проявів національно-революційних зрушень і революції в армії царської Росії. В автобіографії Степан Бандера згадує також про «велику різницю між українськими та московськими військовими частинами».
Змалку С. Бандера був свідком відродження й розбудови Української держави. З листопада 1918 його батько був послом до парламенту Західноукраїнської Народної Республіки — Української Національної Ради — у Станиславові й брав активну участь у формуванні державного життя Калущини.
У травні 1919 року під час наступу польських військ Степана (разом з усією родиною військового капелана УГА Андрія Бандери) евакуювали до подільського містечка Ягільниці, де родина перебувала до вересня (батько в липні відступив разом з Галицькою Армією за Збруч). Дорогою до Ягільниці кілька днів родина о. Андрія проживала в домі родини Гафтковичів у м. Бучачі.
У вересні або жовтні 1919 року Степан Бандера вступив до української гімназії в Стрию, де вчився до 1927 року. У третьому класі (від 1922 р.) він став учасником Пласту; у Стрию був у 5-му пластовому курені імені князя Ярослава Осмомисла, а після закінчення гімназії — у 2-му курені старших пластунів «Загін червона калина».
Навесні 1922 р. від туберкульозу горла померла його мати.

### Юність (1927—1934)

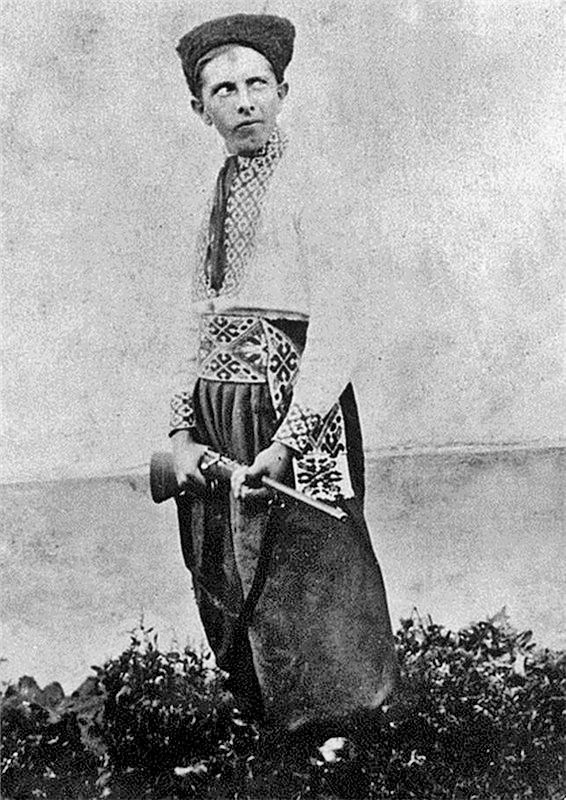
Степан Бандера — пластун куреня «Червона калина». Фото 1929 або 1930 року

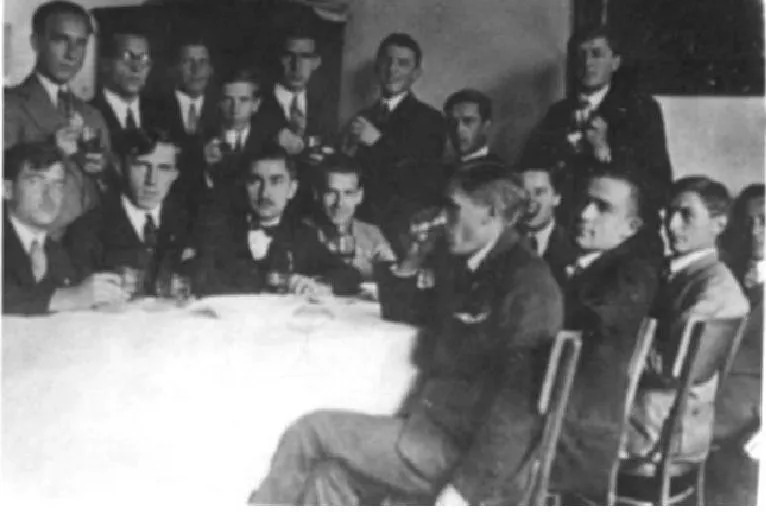
Курінна рада пластового куреня «Червона Калина». Сидять зліва направо: Степан Охримович, Володимир Калинович, Володимир Ерденберґер, Євген Пеленський, Богдан Чехут, Осип Грицак, Роман Ерденберґер, Степан Новицький, Михайло Поточняк. Стоять зліва направо: Осип Тюшка, Н, Остап Каратницький, Степан Бандера, Юліан Гошовський, Ярослав Рак, Ярослав Падох, Роман Щуровський. Львів, «Академічний дім», 21 жовтня 1928 р.

У середині 1927 року Бандера успішно склав випускні іспити (матуру) в гімназії й вирішив вступити до Української господарської академії в Подєбрадах (Чехословаччина), проте польська влада відмовила надати молодій людині закордонного паспорта, тому він на рік залишився в Старому Угринові. У 1927–1928 роках Степан Бандера переймався культурно-освітньою та господарською діяльністю в рідному селі (працював у читальні «Просвіти», провадив театрально-аматорський гурток і хор, заснував руханкове товариство «Луг» і належав до засновників кооперативів). До того ж керував організаційно-вишкільною роботою по лінії підпільної УВО в довколишніх селах.
У вересні 1928 року він переїхав до Львова й там записався на агрономічний відділ Високої політехнічної школи, де вчився до 1933 року. Перед дипломним іспитом через політичну діяльність його арештували й ув'язнили.
У студентські роки брав активну участь в організованому українському національному житті. Був членом українського товариства студентів політехніки «Основа» та членом управи гуртка студентів-рільників. Деякий час працював у бюро товариства «Сільський господар», що розвивав агрокультуру на Західних українських землях. З товариством «Просвіта» їздив щонеділі та на свята в поїздки довколишніми селами Львівщини з доповідями та на допомогу в організації інших подій. У царині молодіжних і спортивно-руханкових організацій був активним передусім у Пласті як член 2-го куреня старших пластунів «Загін червона калина», в Українському студентському спортовому клубі (УССК), а деякий час теж у товариствах «Сокіл-Батько» й «Луг» у Львові. У вільний час бігав, плавав, лещетарював, мандрував. Залюбки грав у шахи, крім того, співав у хорі та грав на гітарі й мандоліні. Не курив і не вживав алкогольних напоїв.

#### Світогляд
Ще в шкільні роки світогляд Бандери формували популярні серед західноукраїнської молоді тогочасні націоналістичні ідеї: разом з іншими гімназистами він приєднався до численних молодіжних націоналістичних організацій, найбільшими з яких були Група української державної молоді (УГГМ) та Організація вищих класів українських гімназій (ОВКІМ). 1926 року обидві організації об'єдналися в Союз української націоналістичної молоді (СУНМ).
Аналіз факторів, що вплинули на формування світогляду Бандери. Окрім виховання батька та грандіозних історичних подій, свідками яких він був змалку (Перша світова, українсько-польська війна, проголошення ЗУНР), у старших класах гімназії цікавився роботами Миколи Міхновського, Дмитра Донцова та інших теоретиків та ідеологів націоналістичних рухів того часу.

### Діяльність в ОУН
Після закінчення гімназії Бандера підпільно працював в УВО, поєднуючи роботу з навчанням і громадською діяльністю. Бандера формально став членом УВО тільки в 1928 році, коли його призначили в розвідку, а пізніше — у відділ пропаганди.
Коли в 1929 році була створена Організація українських націоналістів (ОУН), Бандера став одним з перших членів на Західній Україні на рекомендацію Степана Охримовича. Лев Шанковський згадував, що Бандера вже тоді був «надмірно націоналістичним».
Незважаючи на молодість, Бандера швидко піднявся в підпільній ієрархії ОУН на Західній Україні завдяки своїй фанатичній завзятості, силі волі, практичності, організаторській спроможності та ретельному дотриманню конспірації. Успіху Бандери сприяло й те, що його формування мало змінити покоління в українському націоналістичному русі. Першим завданням Бандери було поширення підпільної націоналістичної літератури на території рідного Калуського повіту, а також серед львівських студентів. До того ж молодий активіст мав різні функції у відділі пропаганди: з 1930 року завідував відділом підпільних видань, згодом — техніко-видавничим, а з початку 1931 року — ще й відділом доставки підпільних видань з-за кордону. Крім того, у 1928—1930 роках Бандера був кореспондентом підпільного щомісячного сатиричного журналу «Гордість нації», що виходив у Празі. Свої статті він підписував псевдонімом Матвій Гордон. Завдяки організаторським здібностям бандерівців була створена незаконна доставка таких видань, як «Сурма», «Розбудова нації», «Український націоналіст», а також «Вісник КЕ на ЗУЗ» і журнал «Юнак», надруковані в Польщі.
Польська поліція доклала значних зусиль у боротьбі з українським націоналістичним підпіллям. Усього, за словами самого Бандери, між 1930 і 1933 роками його п'ять разів заарештовували: 1930 року з батьком за антипольську пропаганду, улітку 1931 року за спробу нелегального перетину польсько-чеського кордону, потім знову в 1931 році, цього разу за причетність до замаху на комісара бригади політичної поліції у Львові Е.Чеховського. 10 березня 1932 року Бандеру затримали в Цешині, а 2 червня 1932 року — у Тчеві.
Бандера став членом Крайового проводу ОУН 1931 року під керівництвом крайового провідника Івана Габрусевича (червень 1931 — березень 1932), очоливши референтуру (відділ) пропаганди. Його кар'єра стрімко розвивалася: 1932 р. був заступником крайового провідника, а в середині 1933 р. призначений крайовим провідником ОУН і крайовим комендантом УВО на ЗУЗ. У липні 1932 р. Бандера з кількома іншими делегатами від КЕ ОУН на ЗУЗ брав участь у Конференції ОУН у Празі (так звана Віденська конференція, яка була найважливішим збором ОУН після установчого конгресу).
З 1931 р. Бандера підтримував тісні контакти із Проводом УВО-ОУН, регулярно виїжджав за кордон у справах ОУН, брав участь у конференціях ОУН у Празі (літо 1932 р.), Берліні та Данцигу (1933 р.) Зустрічався з Євгеном Коновальцем та іншими керівниками ОУН.

### Голова ОУН
Під керівництвом Бандери, ОУН відходить від експропріаційних акцій і починає серію каральних акцій проти представників польської окупаційної влади.
У січні 1933 року ОУН звільнила Богдана Кордюка від посади Крайового Провідника на західноукраїнських землях, поклавши на нього відповідальність за невдалий напад на поштове відділення в Городку під Львовом 30 листопада 1932 року, в результаті якого загинули двоє бійців ОУН, а двоє інших — Дмитро Данилишин та Василь Білас — були заарештовані та повішені судом. Виконуючим обов'язки крайового провідника став заступник Кордюка — Степан Бандера, який був офіційно затверджений на цій посаді і увійшов до проводу ОУН на Берлінській конференції 3-6 червня 1933 р.
З приходом Бандери до керівництва КП ОУН характер її бойових дій змінився. Експропріації припинилися, акцент був зроблений на теракти проти представників польської державної адміністрації, а також місцевих комуністів, лівих і прорадянських активістів, радянських дипломатів. Бандера особисто підбирав кандидатів для атак і іноді називав тих, кого мали атакувати.
Так писав Степан Андрійович Бандера в автобіографії про свою діяльність крайового провідника ОУН:
|  | Побіч революційної діяльности проти Польщі як окупанта й гнобителя Західньо-Українських Земель поставлено другий фронт протибольшевицької боротьби як рівнорядний і так само активний теж на ЗУЗ (а не тільки ОСУЗ). Цей фронт був спрямований проти дипломатичних представників СССР на ЗУЗ (атентат М.Лемика на секретаря і політичного керівника совєтського консульства у Львові Майлова і політичний процес), проти большевицької агентури, компартії та совєтофільства. Метою цих акцій було заманіфестувати єдність визвольного фронту, солідарність Західньої України з протибольшевицькою боротьбою Осередніх і Східніх Земель України та викорінити на Західній Україні комуністичну й агентурно-совєтофільську працю серед українського населення. |

У цей період оунівці здійснили три політичні вбивства, що отримали значний розголос: убивство шкільного куратора Гадомського, звинувачуваного в нищенні поляками українського шкільництва та полонізації; убивство Олексія Майлова, секретаря консульства СРСР у Львові, який був одночасно агентом ГПУ при НКВС — як протест проти Голодомору в Україні; та вбивство Броніслава Перацького, міністра внутрішніх справ Польщі, за керівництва якого польська влада провела криваві акції «пацифікації» (умиротворення) українців. Степан Бандера здійснював загальне керівництво замахами на Майлова та Перацького.
Під час масового голоду в Україні в 1932—1933 рр ОУН під керівництвом Бандери організовували низьки акцій протесту у підтримку голодуючих українців. Водночас активісти ОУН розпочали боротьбу проти Комуністичної партії Західної України (КПРС), сподіваючись підірвати її вплив серед населення. 3 червня 1933 року в Берліні на конференції Проводу українських націоналістів за участю членів КП ОУН було вирішено організувати замах на радянського консула у Львові. Степан Бандера готував замах разом з Романом Шухевичем.
В той же час члени організії українських націоналістів готували замах на Антіна Крушельницького, який у своїх публікаціях поширював радянську пропаганду, вигадки і провокації проти українського націоналістичного руху, однак останній встиг виїхати з родиною до СРСР, де був розстріляний разом зі своєю родиною.
Однією з акцій, здійснених на замовлення Бандери, став вибух бомби в будівлі видавництва (редакції) лівої газети «Праця», яку 12 травня 1934 заклала молода львівська студентка, відома активістка ОУН Катерина Зарицька.
Поряд з організацією підпільних бойових груп Бандера закликав до причетності і до боротьби з польською владою широких верств населення, і до курсу масового націоналістичного руху. З цією метою Бандера запропонував реорганізувати кадрову та організаційну роботу і забезпечити її проведення по всій Західній Україні не тільки серед студентів і колишніх військових, а й у робітничо-селянському середовищі. Проводячи масові акції, спрямовані на пробудження національно-політичної активності українців, Бандера зумів значно посилити вплив ОУН у різних сегментах українського суспільства. До числа таких акцій увійшли вшанування памяті та демонстрації, присвячені памяті борців за незалежність України, так званий «культ могил» — вшанування могил січових стрільців та спорудження символічних могил загиблих воїнів, що викликало ворожу реакцію та активну протидію польської влади. Так, 22 грудня 1932 року, у день розстрілу ОУН Біласа та Данилишина у Львові, Степан Бандер та Роман Шухевич організували та провели пропагандистську кампанію: о шостій годині вечора, коли мав відбутися вирок, у всіх греко-католицьких храмах Львова пролунав дзвін.
У вересні 1933 року відбулася одноденна «шкільна акція», під час якої українські школярі бойкотували все, що стосувалося Польщі: її державну символіку, польську мову, польських вчителів. Учні відмовилися відповідати на запитання польською мовою, закликали польських вчителів повернутися до Польщі, зі шкіл викинули державні символи польської держави тощо. Акція об'єднала, за підрахунками польської газети, десятки тисяч дітей. Планувався замах на життя куратора школи Гадомського на знак протесту проти полонізації та знищення української школи польською владою.
Бандера провів майже повну перебудову підготовки та виховання особового складу ОУН — запровадив систематичний ідеологічний та політичний вишкіл, бойову та конспіраційну підготовку. До 1934 року активність ОУН досягла найвищого рівня міжвоєнної діяльності.

### Суд над Бандерою та членами ОУН

Обвинувачені у Варшавському процесі

14 червня 1934 року, за день до вбивства Броніслава Перацького, його заарештувала, а потім ув'язнила польська поліція і він перебував під слідством у в'язницях Львова, Кракова й Варшави до кінця 1935 року. Під час поліційних допитів на Бандеру постійно чинився психологічний та фізичний тиск. Його допитували з 9 год. 6 серпня до 20 год. 11 серпня 1934 р., не даючи змоги ні поспати, ні відпочити. Протягом усього слідства Бандера просидів закутим у кайдани. Провідник ОУН поводився гідно і був зразком для інших в'язнів. Під час слідства Бандера подавав вірогідні оправдування і заперечував усі обвинувачення. Однак через матеріали з т. зв. "Архіву Сеника", зізнань Івана Малюци, Богдана Підгайного та інших поліція мала проти нього беззаперечні докази. Після трьох місяців допитів Бандера визнав, що він очолював Крайову Екзекутиву ОУН, однак, жодних інформації, які цікавили поліцію він не подав.
З 18 листопада 1935 до 13 січня 1936 відбувався Варшавський процес, на якому Бандера, разом з 11-ма іншими обвинуваченими, був суджений за належність до ОУН і за організацію вбивства міністра внутрішніх справ Польщі Броніслава Перацького. Степана Бандеру з іншими в'язнями утримували у місцевій Мокотувській тюрмі. Справа була резонансною та засвідчила, що українське національне питання стоїть дуже гостро. Судовий процес із вбивства Перацького, який впроваджував «політику умиротворення» польської влади в Україні, став справжньою трибуною для Бандери та ще 11 українських націоналістів, що були готові померти за ідею. Процес тривав майже два місяці і широко висвітлювався як польською, так і світовою пресою. Саме судові процеси зробили Бандеру широковідомим.
Журналіст газета "Батьківщина" описував під час процесу Бандеру як особу: Він низенького, маленького росту, худорлявий, лице молодого хлопчика, темноволосий, пристрижений, одягнений в чорне вбрання. Поводиться свобідно й починає зізнавати зрівноваженим голосом. Думки виявляє у ясній формі, з них видно, що це інтеліґентна людина. Його зізнання роблять помітне враження. Ціла заля із зацікавленням слідкує за зізнаннями Бандери. Відчувається, що ця людина цілком не подібна до більшости підсудних.
Під час засідання в суді Бандера виражав свою радикальну позицію щодо більшовизму, комунізму та ідей українського націоналізму. Називав себе українським громадянином і тим хто не піддається польським законами та виступав в залі суду українською. Він разом з іншими членами ОУН вигукували українські гасла, після яких його часто виганяли з залу суда. В результаті, він разом з Миколою Лебедем та Ярославом Карпенцем були засуджені до смертної кари, яку згодом було замінено на довічне ув'язнення.
Подальший судовий процес над Бандерою проводились у Львові та мав назву "Львівський процес". 20 травня засуджених на Варшавському процесі членів ОУН під наглядом 24 поліцейських перевезли з Мокотувської тюрми потягом до Львова. Судову залу на вул. Стефана Баторія охороняло 20 поліцейських. Навколо будинку судових засідань було багато агентів у цивільному: поліція побоювалися, що бойовики ОУН вчинять напад з метою звільнення товаришів. Бандеру возили на засідання з тюрми Бригідки з вул. Казимира Великого.

### Життя в ув'язненні
2 липня 1936 р. Бандеру доставили у тюрмі на вул. Раковецького, 37 у Варшаві. Йому постійно пересилали родина і знайомі гроші, для купівлі продуктів, газет і книг. Наступного дня його відправили у тюрму Святий Хрест. Зі спогадів самого Бандери, а також Миколи Климишина, який відсидів у тій самій тюрмі, умови «Святого Хреста» були поганими: «у камерах не було ліжок — ув'язнені спали на цементовій підлозі, лежали на одній половині ковдри і покривали її другою половиною». Дефіцит води і відсутність туалетного паперу призвели до погіршення гігієни. На сніданок ув'язнені отримували каву з ложкою цукру і шматочком чорного житнього хліба, а на обід, зазвичай, пшеничну кашу.
Бандеру спочатку помістили в камеру 14, а потім перевели в 21-у. Разом з ним сиділи, зокрема, Микола Лебедь, Ярослав Карпинець, Богдан Підгений, Євген Качмарський, Григорій Перегийняк. Деякий час, згадував Микола Климишин, вони «стали жити в групі»: обмінювалися літературою, поширювали між собою продукцію. Бандера, за спогадами Климишина, запропонував усім співкамерникам, які не закінчили університетський курс, продовжити навчання за допомогою старших колег. Так, Карпінець «викладав» точні науки, Климишин — історію та філософію, українську та англійську мови. Великий вплив на успішність в навчанні Бандери мав на Григорія Перегіняка, який згодом став одним із перших організаторів та командирів УПА на Волині.
В середині січня 1937 року у польських тюрмах відбулися реформи, відтоді в'язням було обмежено продовольчі посилки від рідних та суворо посилено режим перебування в тюрмі. Бандера з іншими членами ОУН організував 16-тиденне голодування на знак протесту проти утисків в'язничної адміністрації. Відтак адміністрація пішла на поступки політичним в'язням, а Бандеру, Климишина, Карпинця, Лебедя і Качмарського помістили у камеру № 17.. В'язнична адміністрація поміщувала його надалі тільки в камері-одиночці.
29 квітня 1937 у Львові на вул. Міцкевича, 11 під керівництвом Осипа Тюшки відбулася нарада щодо організації втечі Бандери з тюрми. На ній були присутні Василь Медвідь, Володимир Білас та ще 20 націоналістів, які мали бути бойовиками для виконання операції по визволенню Крайового Провідника ОУН.
За ініціативою Зенона Коссака, Івана Равлика, Романа Шухевича запропонували Михайлу Куспісю — «Терену» організувати втечу Бандері з Вронок. Він 13-16 травня 1938 р. був біля Вронок і збирав дані про тюрму. 23 червня запропонував колишньому тюремному сторожу Петру Заборовскому 5 тисяч злотих за організацію втечі. Той подав контакт Куявського, який вимагав 50 тис. злотих за звільнення Бандери. Однак, у вересні 1938 р. поліція арештувала 11 учасників підготовки звільнення Степана Бандери — 3-го — М. Куспіся і П. Заборовскего, 4-го — Йозефа і Марію (15-го повісилася у в'язничній камері) Бялецкіх, Віцента і Яніну Куявских, Чеслава Щірля і його жінку, а у Львові — Тараса Герцюка і З. Коссака, 8-го у Варшаві — Яна Йозьвіка. 16-19 грудня 1938 р. у Познані відбувся суд на якому винесено такі вироки: Куспісю — 8 років, Заборовскему і Куявскему — 3 роки, Яніні Куявскі — шість місяців тюремного ув'язнення.
Після цих подій Степана Бандеру було переправлено в тюрму м. Берестя (тепер Брест, Білорусь).

### Діяльність ОУН під час Другої світової війни
З початком Другої світової війни та нападу Третього Рейху на Польщу, 13 вересня 1939 року в'язні-націоналісти визволили Степана Бандеру з камери-одиночки і разом подалися в південно-західному напрямку. Згодом про ці події він писав: "Ми пробиралися бічними дорогами, здалека від головних шляхів, стараючись оминати зустрічі, як і з польськими, так і з німецькими військами. Ми користали з допомоги українського населення. На Волині і в Галичині, вже від Ковельщини, ми пов'язалися з діючою організаційною мережею ОУН, яка почала творити партизанські відділи, дбаючи про охорону українського населення заготовляючи зброю й інші бойові припаси для майбутньої боротьби". За підписання Пакта Молотова-Ріббентропа, Польща була поділена Нацистською Німеччиною та Радянським Союзом на сфери впливу. СРСР анексував східну частину Польщі, на якій проживало більше мільйона етнічних українців. Попри втечу багатьох членів ОУН до німецького Генерал-губернаторства та початку розгубленість керівництва організації, на території УРСР проживало чимало прихильників та симпатиків ОУН.
Після вбивства радянським агентом Судоплатовим Євгена Коновальця Провід ОУН очолив полковник Андрій Мельник, соратник Коновальця з часів боротьби УНР та спільної праці в лавах УВО. У серпні 1939 року в Римі відбувся другий Великий Збір Українських Націоналістів, який офіційно затвердив Андрія Мельника на посаді голови ПУН. Проте група молодих націоналістів на чолі зі Степаном Бандерою, яка після окупації Польщі Німеччиною повернулася з тюрем і була відірвана від діяльності Організації, почала домагатися від ПУН та його голови полковника Андрія Мельника зміни вичікувальної тактики ОУН, а також усунення з ПУН кількох його членів. Конфлікт набрав гострих форм і призвів до розколу. У лютому 1940 року утворився «Революційний Провід ОУН» на чолі з Бандерою.
Через рік Революційний Провід ОУН скликав II Великий Збір ОУН, на якому одностайно обрано головою Проводу Степана Бандеру. Під його проводом ОУН-Б стає кипучою революційною організацією. Вона розбудовує організаційну мережу на Рідних Землях, творить похідні групи ОУН-Б з того членства, що було за кордоном, і в порозумінні з прихильними українській справі німецькими військовими колами творить український легіон та організує визвольну боротьбу, спільно з іншими поневоленими Москвою народами. Ця частина ОУН відома під назвою ОУН революційна (ОУНР) (згодом — ОУНСД «ОУН самості́йників-державників», поширена назва бандерівці).
Перед вибухом німецько-радянської війни Бандера ініціює створення в Кракові Українського Національного Комітету для об'єднання українських політичних сил до боротьби за державність.

### Акт відновлення Української Держави
Після початку німецько-радянської війни, війська Вермахту за кілька днів зайшли на територію західних областей УРСР, які раніше знаходились у складі Польської республіки та були приєднані після поділення Польщі між Третім Рейхом та Радянським Союзом після завершення польської кампанії. Рішенням Проводу Організації 30 червня 1941 р. у Львові проголошено відновлення Української Держави та союз з німцями для боротьби проти радянських окупантів. Ця подія стала спробою «поставити перед фактом» керівництво Третього Рейху та змусити визнати українську боротьбу. Проте Гітлер доручив своїй поліції негайно зліквідувати цю «змову українських самостійників».

### Життя у нацистських концтаборах
В результаті гітлерівці заарештували Бандеру після акту проголошення віднови Української Держави — 5 липня 1941. Якийсь час Провідник перебував у берлінській поліційній тюрмі на Принцреґентен-штрассе (також Володимир Стахів). У січні 1942 року разом з кількома соратниками з ОУНР потрапив до «Целленбау» — відокремленого барака («бункера») в концтаборі «Заксенгавзен», відомого місця утримування найбільш важливих в'язнів Рейху та кращими умовами ув'язнення порівняно з умовами концтабору.
Степан Бандера і кілька інших провідних членів ОУН у вересні (чи грудні) 1944 р. звільнені нацистами з ув'язнення. Гітлерівці спробували приєднати до своїх сил ОУН-Б і УПА як союзників проти Москви. На чолі цього руху вони планували поставити генерала Андрія Власова. Після таємної наради (брали участь Бандера, Мельник, Андрій Лівицький, Павло Скоропадський) таку гітлерівську пропозицію Степан Бандера відкинув. Також гітлерівцям поставили умову: зректись усіх претензій на українські землі, визнати повноважним органом влади України спеціальний комітет, який мав діяти окремо від «комітету народів Росії» Андрія Власова.
Одним зі співв'язнів провідника в бункері «Целленбау» був, зокрема, польський генерал Стефан Ровецький — головний командант Армії Крайової, з яким вони мали таємну розмову. Пізніше генерал писав своїм соратникам: «… уже зараз мусимо рахуватися з утратою наших східних земель на користь українців».

### Діяльність після звільнення із нацистського ув'язнення
У 1943 році постала кризова ситуація в рядах ОУНР на Українських землях, до того, як у травні ЇЇ очолив Роман Шухевич, адже не було ще чіткого плану, форм та методів революційної боротьби організації за тодішніх воєнних обставин. Тому на місцях члени ОУН, відчували вимогу часу, почали розгортати боротьбу проти гітлерівців. Степан Бандера у власній статті «Командир-провідник: (Слідами сл. пам. Романа Шухевича)» написав: 
| Зокрема на Волині крайова ОУН почала самочинно переходити на повстанські форми боротьби з участю широких народніх мас, враховуючи необхідність боронити населення від вивозу до Німеччини на невільничу працю, від гітлерівського терору й грабунку.[49] |
На Крайовій ширшій нараді Проводу ОУН-Б на Українських Землях у лютому 1945 р., що була тлумачена, як частина Великого Збору ОУН-Б, обрано нове Бюро Проводу в такому складі: Бандера, Шухевич, Стецько. Цей вибір підтвердила Конференція ЗЧ ОУН-Б 1947 р. і тоді Степан Бандера став знову Головою Проводу всієї ОУН-Б. Як Провідник ОУН-Б, Бандера у післявоєнний час вирішує далі продовжувати збройну боротьбу проти Москви. Він завзято організує крайовий зв'язок і бойові групи ОУН-Б, які втримують зносини з Краєм постійно аж до його смерті.
1948 року в Закордонних Частинах ОУН-Б утворюється опозиція, якій Степан Бандера протиставився в площині ідейній, організаційній і політичній. Він категорично виступає проти ідей демократизації ОУН та відмови від авторитарних, тоталітарних методів її діяльності. Посилаючись на твердження опозиції, що ідеологія і програма ОУН не витримали проби життя в зустрічі з настроями цілого українського народу, Бандера заперечив її погляди як хибні й на тому тлі розвинув теорію подвійної політичної програмовості ОУН — одна програма, за його твердженням, мала би бути призначена для членства і прихильників націоналізму, а друга для сторонніх чинників. Перша повинна бути основною вірою Руху і підґрунтям для виховання кадрів та загалом мала б залишитися незмінною незалежно від зовнішніх обставин. Бандера вважав, що таку програму ОУН вже створила, має її, і вона не потребує жодних змін та доповнень. Друга програма повинна існувати для зовнішнього вжитку. Вона може мінятися залежно від обставин і міжнародного становища. Вона повинна узагальнювати передусім способи тактики і їх широко пропагувально використовувати.
У грудні 1950 р. Бандера під тиском звинувачень в авторитаризмі пішов з посту Голови Проводу ЗЧ ОУН-Б. 22 серпня 1952 р. він залишив також пост Голови Проводу всієї ОУН-Б. Проте це його рішення не схвалила жодна компетентна установа ОУН-Б, і Бандера залишився надалі Провідником ОУН-Б до своєї смерті 1959 року.
1955 р. відбулася 5-та Конференція ЗЧ ОУН-Б, яка наново вибрала Головою Проводу ЗЧ ОУН-Б Степана Бандеру, і з того часу робота організації знову проводилася активно.

### Останні роки
Напруженими для родини були повоєнні роки, адже радянські спецслужби полювали не лише за провідником національного руху, а й за його дітьми. Наприклад, до 1948 року сім'я шість разів змінюватиме місця проживання: Берлін, Інсбрук, Зеєфельд, Мюнхен, Гільдесгайм, Штарнберг. Зрештою, через необхідність дати доньці хорошу освіту, родина у 1954 році остаточно переїжджає до німецького міста Мюнхен (Баварія). Батьки намагались приховати від Наталки важливість особи її батька, щоби не наражати дівчинку на небезпеку. Спогади Наталки, доньки Степана Бандери, про той час:
|  | Маючи тринадцять років, я почала читати українські газети і читала багато про Степана Бандеру. З бігом часу, на підставі різних спостережень, постійної зміни прізвища, як і через факт, що навколо мого батька завжди було багато людей, в мене виникли певні здогади. Коли раз один знайомий проговорився, то я вже була певна, що Бандера — це мій батько. |

Саме в Мюнхені Степан Бандера провів останні роки життя, проживаючи під паспортом на ім'я Штефан Попель. За однією з версій, паспорт залишився йому від львівського шахіста Степана Попеля, який у 1944 р. покинув Україну, на початку 1950-х років жив у Парижі, а 1956 року переїхав до США.

### Убивство

Оголошення в газеті «Свобода» про загибель Степана Бандери

15 жовтня 1959 року в під'їзді будинку на вулиці Крайтмайр, 7 (нім. Kreittmayrstraße), в Мюнхені о 13:05 знайшли ще живого, залитого кров'ю Степана Бандеру. Медична експертиза виявила, що причиною смерті була отрута. Богдан Сташинський зі спеціального пістолета вистрілив в обличчя Степану Бандері струменем розчину ціаніду калію.

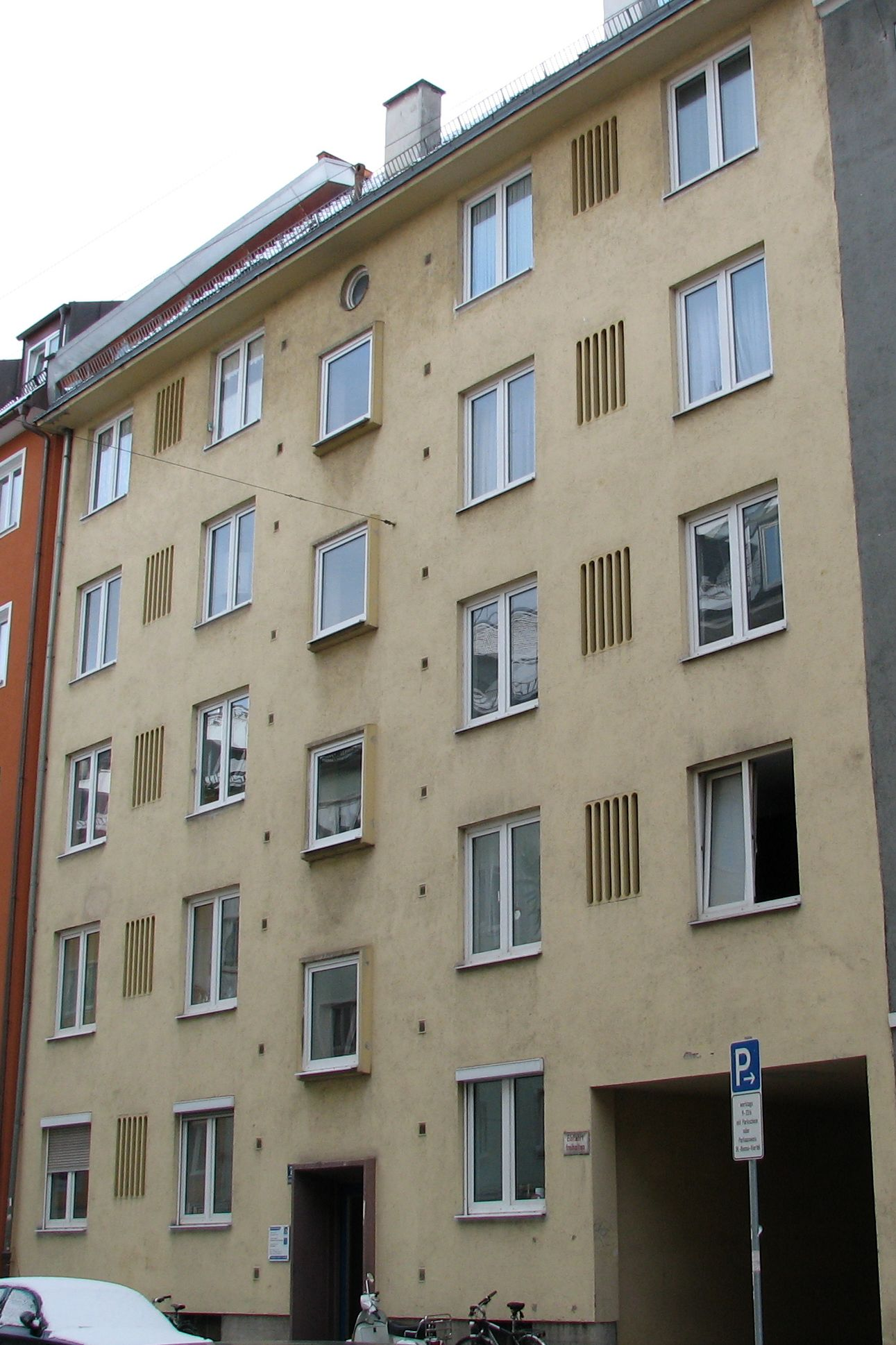
Будинок на вулиці Крайтмайр, 7, в якому мешкав та був вбитий Степан Бандера

Радянська офіційна пропаганда поспішила звинуватити в скоєнні цього злочину міністра у справах біженців ФРН Теодора Оберлендера, з яким Степан Бандера мав тісні зв'язки під час Другої світової війни. Нібито за наказом цього політика «ліквідували» керівника ОУН. У Бонні до цієї версії поставилися скептично.
Також серед українських емігрантів почали стрімко поширюватися чутки про те, що Степан Бандера став жертвою західнонімецьких спецслужб. Цю версію поліція відразу ж відкинула. Керівник ОУН активно співпрацював з британською розвідкою. Малоймовірно, що Бонн вирішив спровокувати конфлікт з Лондоном.
Два роки пізніше, 17 листопада 1961 року, німецькі судові органи проголосили, що вбивцею Степана Бандери є Богдан Сташинський з наказу Шелєпіна та Хрущова.
Після докладного слідства проти вбивці відбувся так званий «процес Сташинського» з 8 по 15 жовтня 1962 року. Ухвалу проголошено лише 19 жовтня — вбивцю засуджено на 8 років в'язниці.
Німецький Верховний Суд у Карлсруе затвердив, що головним обвинуваченим у вбивстві Бандери є радянський уряд у Москві. В інтерв'ю російській газеті «Комсомольская правда», оприлюдненому у номері за 6 грудня 2005 року, колишній голова КДБ СРСР Володимир Крючков визнав, що «вбивство Степана Бандери було одним з останніх усунень КДБ насильницькими методами небажаних елементів».

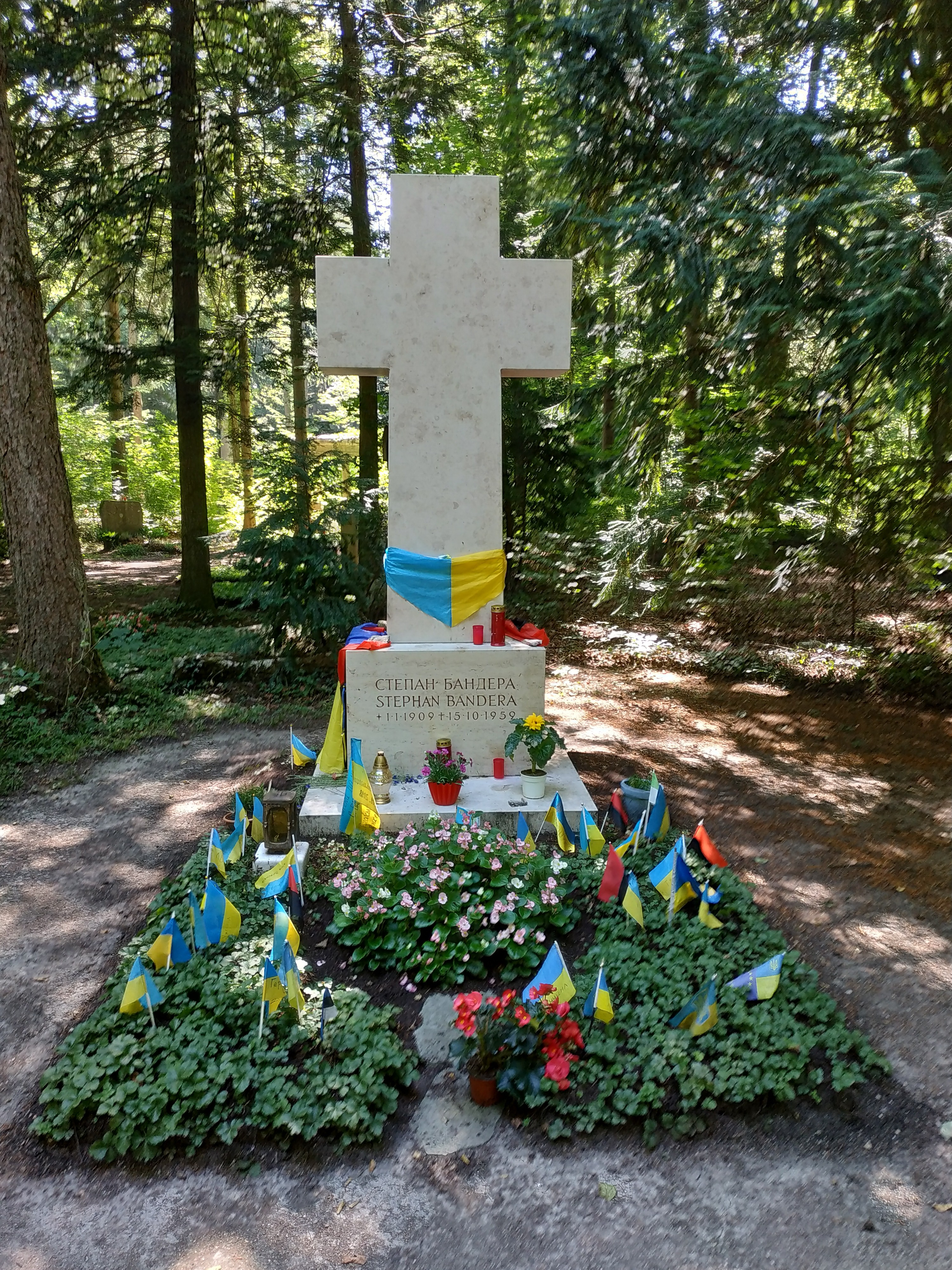
Могила Степана Бандери

20 жовтня 1959 року Степана Бандеру поховали на мюнхенському цвинтарі Вальдфрідгоф на 43 полі, координати могили 48°06′40″ пн. ш. 11°29′54″ сх. д. / 48.11122° пн. ш. 11.49844° сх. д.

## Акти вандалізму
15 жовтня 2018 року в німецькому Мюнхені прокремлівський пропагандист Грем Філліпс зірвав прапори з могили лідера ОУН Степана Бандери і прикріпив до могильного хреста банер з написом «Тут похований український нацист Степан Бандера». Відповідне відео він опублікував у YouTube. Поліція Мюнхена зафіксувала факт неналежної поведінки прокремлівського пропагандиста Грема Філліпса на могилі провідника ОУН Степана Бандери..
З приводу події навколо могили Степана Бандери в Українському інституті національної пам'яті зазначено:
|  | «Цей випадок не лише закликає нас до реакції на рівні Міністерства закордонних справ України, але водночас знову порушує надзвичайно важливе питання — створення Українського національного пантеону. Посилення заходів безпеки, яких можна б було вжити на кладовищі Вальдфрідгоф щодо охорони могили Степана Бандери, — це лише часткове вирішення проблеми чи навіть більше – відтермінування нового акту вандалізму, які щоразу заохочуються Москвою і її прихильниками», — прокоментував співробітник Українського інституту національної пам'яті Павло Подобєд. |

24 липня 2022 року здійснено ще один акт вандалізму — невідомі вандали розмалювали могилу лідера українського націоналістичного руху Степана Бандери. Зловмисники фарбою нанесли на кам'яний хрест зображення серпів і молотів.

## Репресії родини

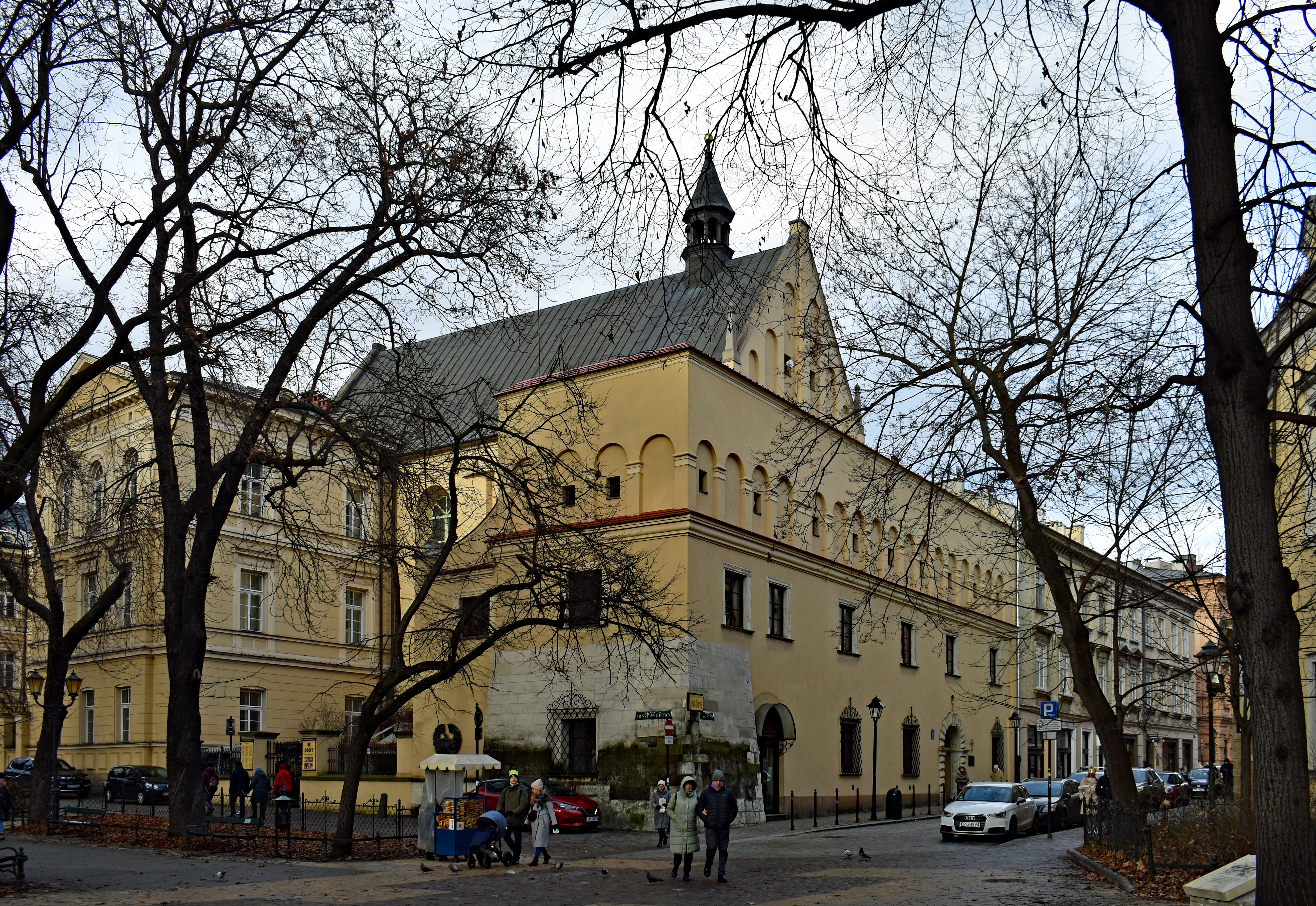
Храм у Кракові, де Бандера брав шлюб

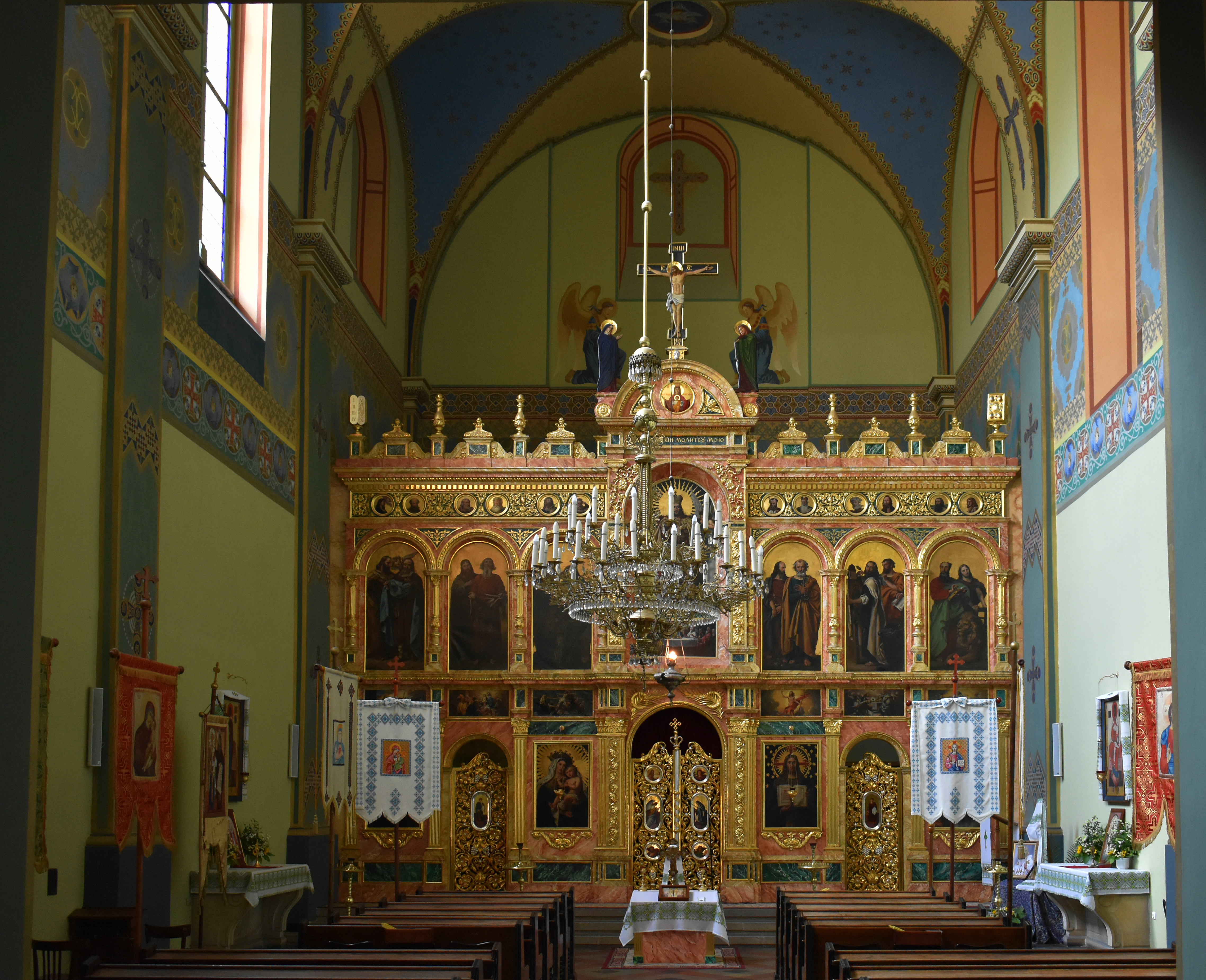
Церква Святого Норберта у Кракові, де Бандера брав шлюб

З початком окупації України нацистськими військами один із загонів опору очолив молодший брат Степана — Богдан. Він загинув 1942 чи 1943 року.
5 липня 1941 року у Кракові Степан Бандера був заарештований. За ним до Берліна поїхала дружина Ярослава з тримісячною донькою Наталкою, щоб перебувати близько до чоловіка. Бандеру утримували спочатку у в'язниці, потім — у концтаборі Заксенгаузен (мав кращі умови, ніж інші в'язні), де він перебував до 1944 року. Братів Олександра (доктора політекономії) та Василя (випускника факультету філософії Львівського університету) у 1942 році вбили польські наглядачі-капо у концтаборі Аушвіц.
О. Андрія Бандеру — батька Степана, вбито радянською владою. Сестер Оксану та Марту-Марію у 1941 році заарештовано і заслано до Сибіру (Красноярський край). Керівництво СРСР десятиліттями не дозволяло їм повернутися до України — Марта-Марія Бандера померла на чужині у 1982 році, а літня Оксана Бандера повернулася на Батьківщину лише у 1989 році після майже 50 років життя у Сибіру. Вона померла 24 грудня 2008 року.
Ще одна сестра — Володимира — перебувала у радянських виправно-трудових таборах від 1946 по 1956 рік.

## Погляди

### На багатопартійність та демократію
Історик Андрій Портнов писав, що аж до своєї смерті у 1959 році Бандера залишався прихильником авторитарної та насильницької політики. З одного боку, у своїх публікаціях Бандера зазначав про необхідність забезпечення можливості для існування і розвитку різних політичних угруповань у суверенній Українській Державі. З іншого боку, існують інші оцінки його поглядів на демократію та багатопартійність. У книзі «Перспективи української революції» Бандера пише: «Монопартійно-тоталітарна система шкідлива для розвитку нації, завжди згубна для панівної політичної моно партії і її ідей. Як для цілої нації, так і для кожного здорового політичного руху найсприятливішим є такий лад, в якому панує справжня свобода, в якому ідеї, політичні програми й концепції вільно розвиваються й змагаються між собою, політичні організації вільно плекають, поширюють і ведуть свою діяльність. При цьому є свобідна конкуренція, порівняння, взаємний вплив, ріст і поширення того, що найкраще себе виправдує, зникання всього непридатного, менше вартісного, слабого чи віджилого. В такому ладі, в такій атмосфері свободи націоналістичний рух має більше шансів піддзеркалити душу українського народу й зробити йому найкращі послуги. А про те ж ідеться. В системі справжньої свободи суперництво між різними ідеологічними, суспільно-політичними течіями й організаціями розв'язується критеріями ідейно-морального порядку, а не примусом і насильством. Ми боремося за такий лад справжньої свободи і будемо його реалізувати. По овочах пізнається дерево, а чинники політичного життя — по ділах».
Підтримуючи демократичні принципи функціонування ОУНР, він тричі обирався на пост голосуванням.
Бандера і його прихильники атакували не лише польські структури, а й українські, які колаборували з польським урядом та виступали проти ідеї незалежної України. Ярослав Грицак стверджує: «із 63 жертв замахів під час війни[якої?] 36 — були українцями, з них — лише один комуніст. Діяльність у будь-якій легальній структурі була для прихильників Бандери „гнилим компромісом“, зрадою ідеалів революції». Автономія України у складі іншої держави, розірвання її на частини були для Бандери абсолютно неприйнятними. Польські історики Ґжеґож Мотика та Люцина Кулінська показують, що тільки за один 1922 рік від дій бандеровців загинули 22 польських представників влади та 13 українців-угодовців.

### На релігію
Особисто був глибоко віруючою людиною, практикуючим християнином. Виступав за свободу совісті і вважав, що справжнє сповідування і підтримування живої християнської віри — це найважливіша справа не тільки самої Церкви, але й усього народу, усіх національних сил, зокрема національно-визвольного руху.

### Ставлення до національних меншин в Україні
Бандера вважав за необхідне забезпечити для національних меншин повну і всебічну рівноправність у всіх громадянських правах та повну свободу національного розвитку, відповідно до міжнародних засад щодо національних меншин. При умові, що національні меншини будуть лояльними до Української Держави.

### На відносини із сусідніми країнами
Був прихильником спільної боротьби поневолених націй проти комуністичного імперіалізму. Підтверджував, що Україна не мала, не має і мати не буде щодо своїх сусідів чи інших народів жодних імперіалістичних цілей.

### Ставлення до російського імперіалізму
| Для нашої визвольної політики важливим є, щоб українська визвольна революція була повністю оцінювана, як продовження історичної боротьби України з Москвою, з московським імперіялізмом, і то всякої породи, не тільки большевицької. Ця боротьба не припиниться аж до повного зреалізування нашої мети, якою є цілковий розрив між Україною і Москвою, відбудова Самостійної Соборної Української Держави, розвалення СССР і побудова самостійних, національних держав у підсоветській Европі й Азії, повний розгром російського імперіялізму та створення навколо Росії, замкненої в її власних кордонах, такої системи держав, щоб вона не могла більш виступати з імперіялістичною агресією. І далі, щоб світ знав, що Україна буде продовжувати боротьбу проти всяких сил, які хотіли б її поневолювати, нищити її державну незалежність і суверенність, або які посягали б по українські землі.[77] |

### Ставлення до нацизму, фашизму, расизму
Заявляв, що український націоналістичний рух не має нічого спільного з нацизмом, фашизмом або націонал-соціалізмом. Послідовно виступав проти тоталітаризму, імперіалізму, расизму та комунізму.

## Оцінки постаті
Американський історик Тімоті Снайдер вважає, що Бандера у 20-х і 30-х роках за ідеологією був фашистом. За його словами:

На думку американського професора політології Олександра Мотиля: 

Кандидат історичних та доктор політичних наук Олександр Сич вважає, що 

Український політик і військовий ЗСУ, організатор «Бандерівських читань» Юрій Сиротюк так означив роль Степана Бандери в сучасній Україні: 

Український історик та політик Володимир В'ятрович вважає, що «Бандера — це смерть російської імперії й перемога України» 
Польський політик, державний діяч, співзасновник та голова партії «Право і справедливість» та колишній прем'єр-міністр Польщі Ярослав Качинський заявив, що з персоною Степана Бандери Україні не місце в Європейському союзі:

## Громадська думка
За наслідками опитування соціологічної групи Рейтинг, які озвучив директор групи Олексій Антипович, за скасування указу третього президента України Віктора Ющенка про надання лідеру Організації українських націоналістів (ОУН) Степану Бандері звання Героя України в березні 2010 року виступали 53 % респондентів, в квітні 2011-го їхня кількість зменшилася до 51 %. Між тим, збільшилася кількість супротивників ідеї скасування документа — з 28 до 32 %.
Опитування, проведене на початку травня 2021 року Фондом «Демократичні ініціативи» спільно з соціологічною службою Центру Разумкова показало, що діяльність Степана Бандери як історичної постаті позитивною для України вважають 32 % громадян, стільки ж вважають його діяльність негативною; ще 21 % вважають діяльність Бандери наскільки позитивною, настільки й негативною. Згідно із даними соцопитування, позитивне ставлення переважає на заході України (70 %); у центральному регіоні держави по 27 % опитаних вважають його діяльність позитивною чи негативною; негативне ставлення переважає на півдні і сході України (діяльність вважають негативною для України 54 % та 48 % опитаних відповідно).
4 травня 2022 року за результати опитування соціологічної групи Рейтинг 74 % українців відповіли, що позитивно ставляться до Степана Бандери. Керівник групи Олексій Антипович підтвердив ці дані і у жовтні 2022 року в інтерв'ю для «ВВС News Україна».

## Вшанування пам'яті

### Географічні об'єкти
- Гора Степана Бандери у Грузії, у краї Мцхета-Мтіанеті, 4272 метри над рівнем моря, на південь від гори Казбек (5034 м), підкорена і названа альпіністами із Львова та Тернополя 29 липня 2012 року

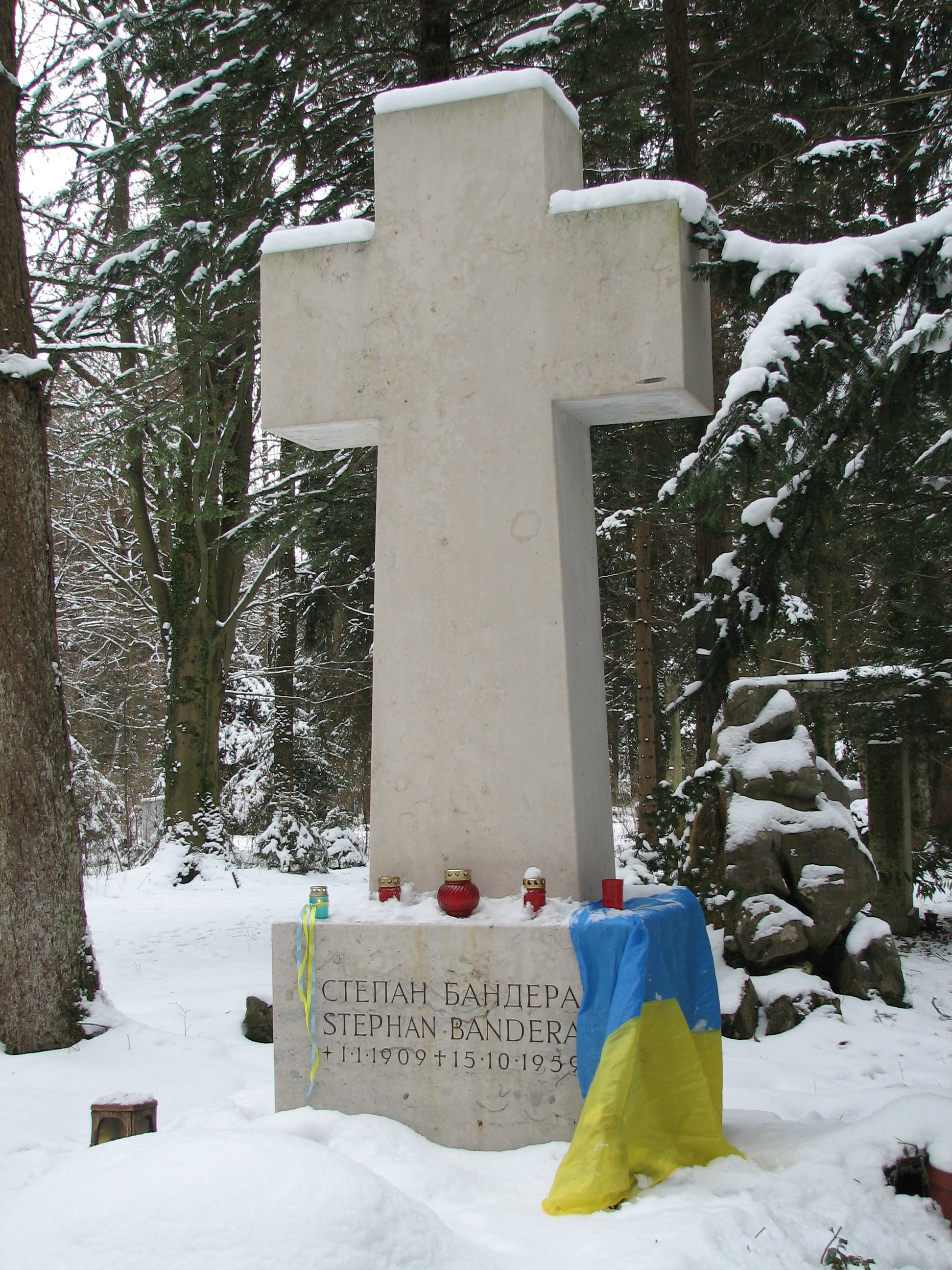
Могила Степана Бандери, Вальдфрідгоф, Мюнхен

### Назви організацій, фільми, книги, поштові марки, смолоскипна хода, роки, премії
Прізвище «Бандера» стало одним із символів українського національно-визвольного руху XX сторіччя. Після проголошення незалежності багато молодіжних, політичних та громадських організацій названо на його честь. Одною з неформальних назв Львова є «Бандерштадт», тобто «місто Бандери». На Волині проводять музичний фестиваль «Бандерштат».
1964 року Нідерландський письменник Рогір ван Аарде написав роман «Замах», присвячений політичному вбивству Степана Бандери.
У 1995 році режисер Олесь Янчук зняв фільм «Атентат — Осіннє вбивство в Мюнхені» про повоєнну долю Степана Бандери та загонів УПА. Пізніше, у 2000 році він зняв фільм «Нескорений». В обох фільмах роль Степана Бандери виконує Ярослав Мука.
2001 року Організація українських націоналістів революційна заснувала в Києві міжнародну благодійну організацію — Центр національного відродження імені Степана Бандери.
У проєкті «Великі українці» провідник українського визвольного руху посів 3-є місце (261 247 голосів (16,12 %) від загальної кількості людей, які взяли участь у голосуванні). Проєкт закінчився гучним скандалом: Бандера, якого представляв Вахтанг Кіпіані, був серед лідерів голосування, але став третім, тоді як на підтримку майбутнього переможця Ярослава Мудрого, якого представляв Дмитро Табачник, за деякими даними, в останній день голосування з 80 номерів приходило понад 100 смс щохвилини. Шеф-редактор проєкту Вахтанг Кіпіані заявив, що підсумки голосування сфальсифіковано, утім продюсер проєкту Єгор Бенкендорф заперечив це. Ведуча проєкту Ганна Гомонай висловила переконання, що слід провести службове розслідування в цій справі:
|  | …станом на 14 травня, коли в ефір вийшов документальний фільм про Ярослава Мудрого, він справді був на 4 місці. Тому, очевидно, що переважну кількість голосів, яка не тільки дозволила князю перемогти, але і зробити це з колосальним відривом від інших претендентів – Ярослав Мудрий отримав за останні 2 дні перед ефіром. |

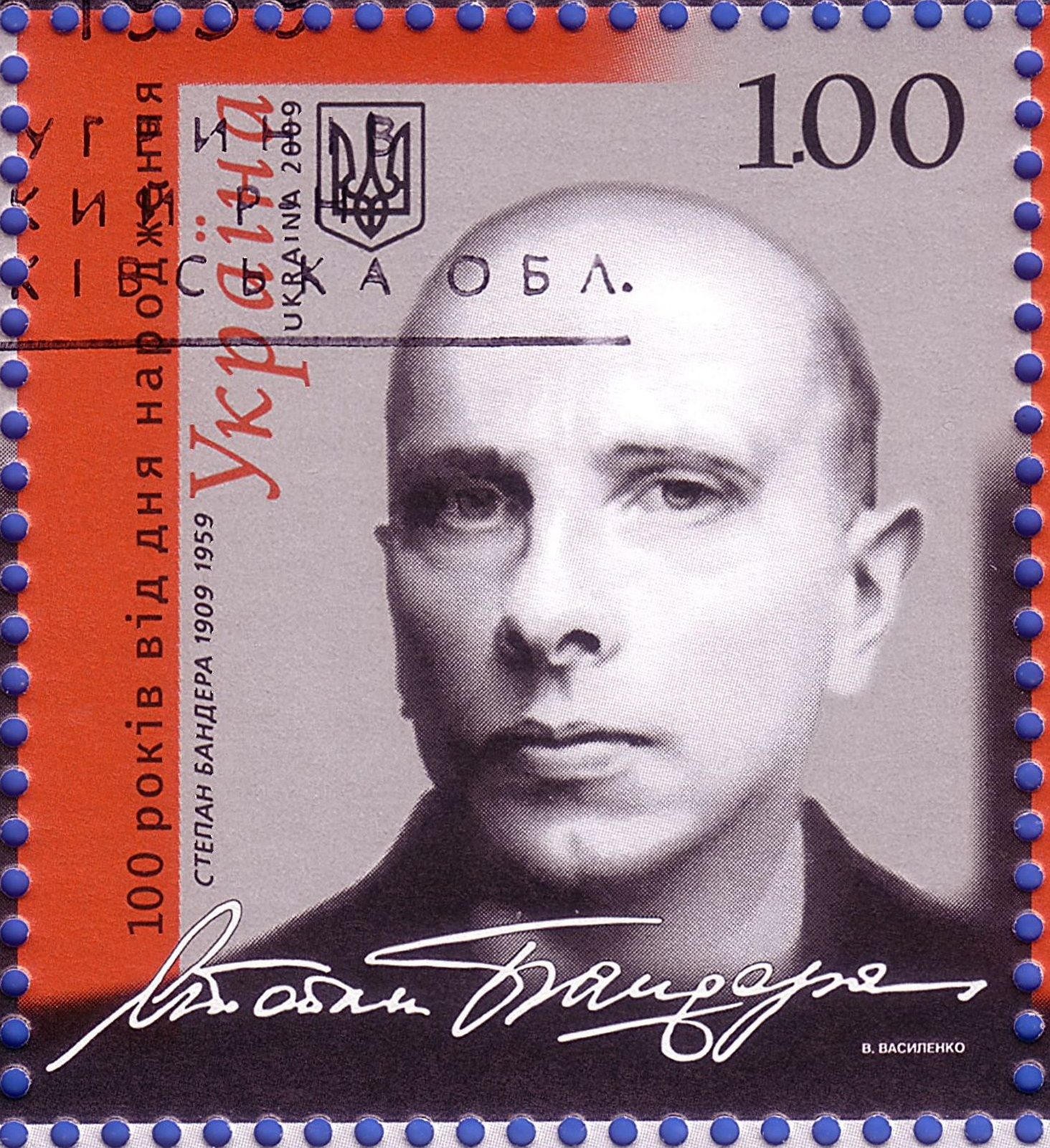
Поштова марка до 100-річчя від дня народження, 2009

1 січня 2009 року з нагоди 100-річчя з дня народження Степана Бандери Українське державне підприємство поштового зв'язку «Укрпошта» видало пам'ятний конверт, а також поштову марку, автором яких є Василь Василенко. На лицьовій стороні конверта поміщено зображення Степана Бандери, під яким розміщено логотип Організації Українських Націоналістів (увінчаний державним прапором України). Нижче зображення є напис «100 років від дня народження» та факсиміле особистого підпису провідника ОУН.
2009 та 2014 роки на Тернопільщині проголошені Роками Степана Бандери.
Починаючи з 2007 року тисячі прибічників партії «Свобода» щороку відзначають річницю з дня народження Степана Бандери, влаштовуючи 1 січня в центрі Києва смолоскипну ходу.
У 2012 році Львівська обласна рада стала ініціатором заснування премії імені Героя України Степана Бандери.
У 2014 для студентів Національного університету «Львівська політехніка» народний депутат України Ірина Фаріон заснувала студентську премію імені Героя України Степана Бандери.
2019 рік в місті Тернополі, згідно рішення Тернопільської міськради, на честь 110-річниці від дня народження проголошено Роком Степана Бандери.
Також на честь Степана Бандери названо 23 курінь УПЮ імені Степана Бандери.

### Пам'ятники
Пам'ятники Степану Бандері є у Львові, Тернополі, Івано-Франківську, Дрогобичі, Коломиї, Здолбунові, Калуші, Городенці, Теребовлі, Трускавці, Бережанах, Бучачі, Дублянах, Микитинцях, Самборі, Снятині, Стрию, Бориславі, Заліщиках, Червонограді, Мостиськах, селах Козівка, Вербів, Грабівці та Середній Березів. У місті Турка у 2009 році закладено постамент для пам'ятника Степану Бандері.

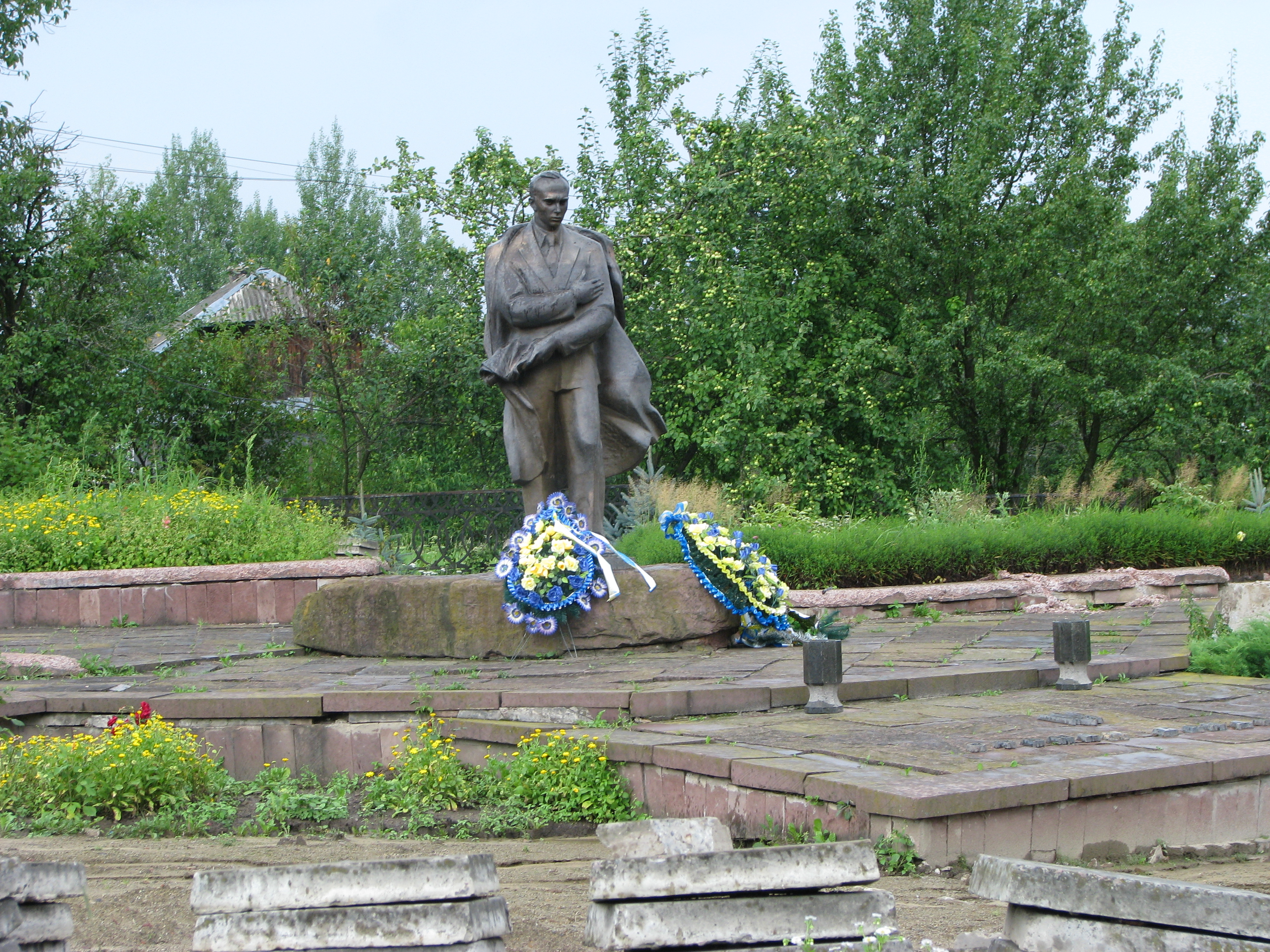
Пам'ятник у Старому Угринові
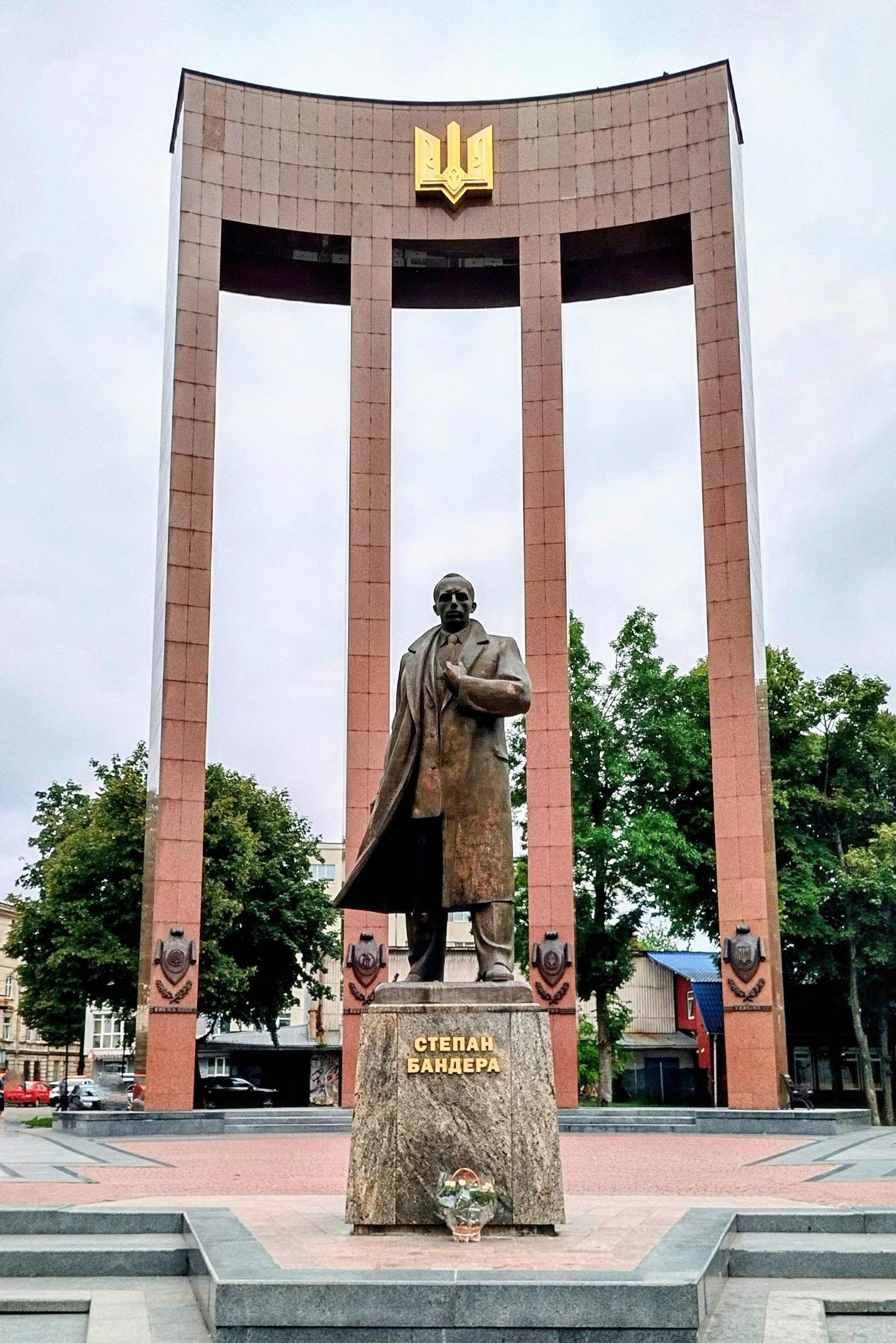
Пам'ятник Степанові Бандері у Львові
Пам'ятник у Дрогобичі
Пам'ятник в Івано-Франківську
Пам'ятник у Самборі
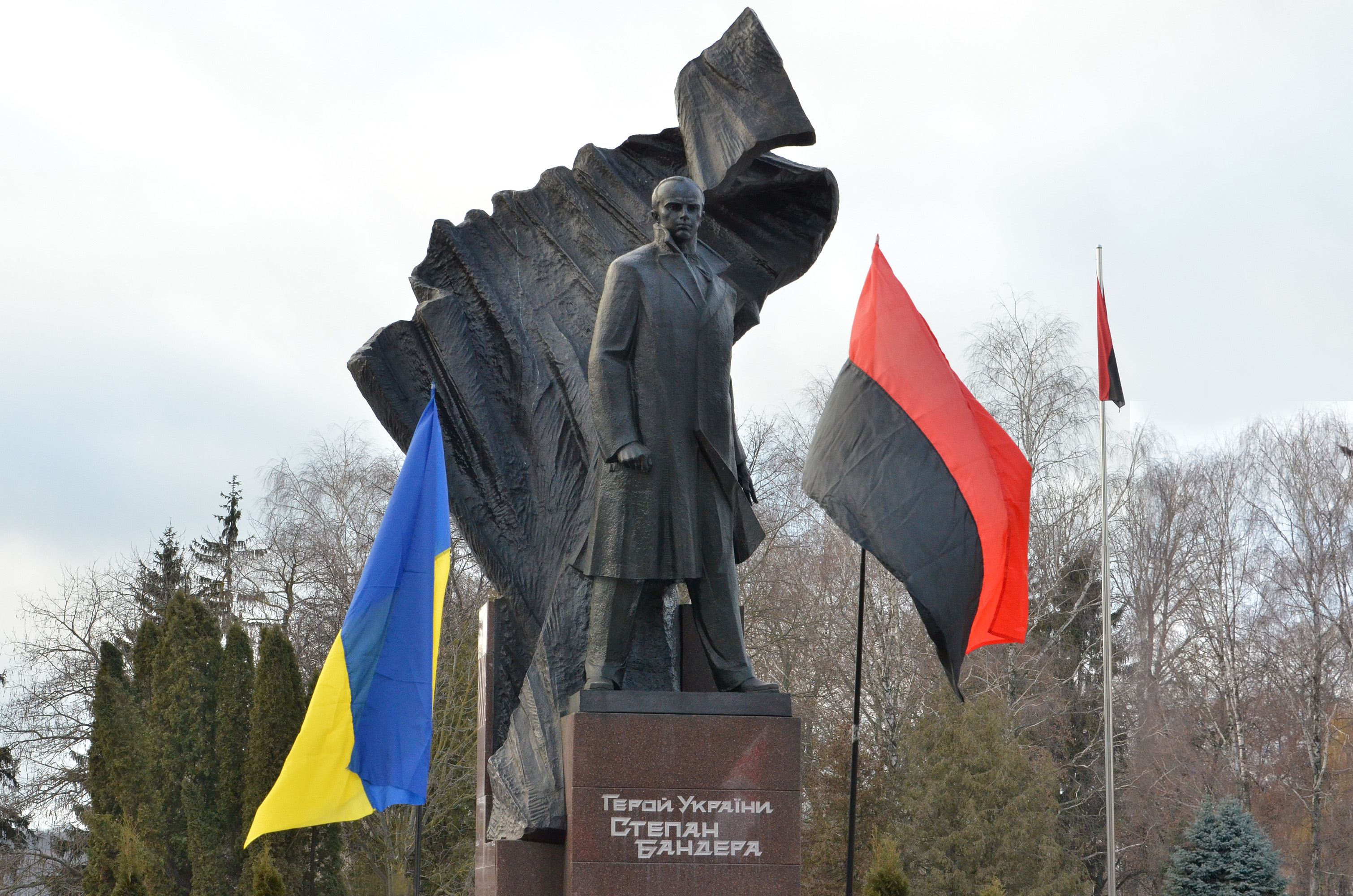
Пам'ятник у Тернополі
Пам'ятник у Трускавці
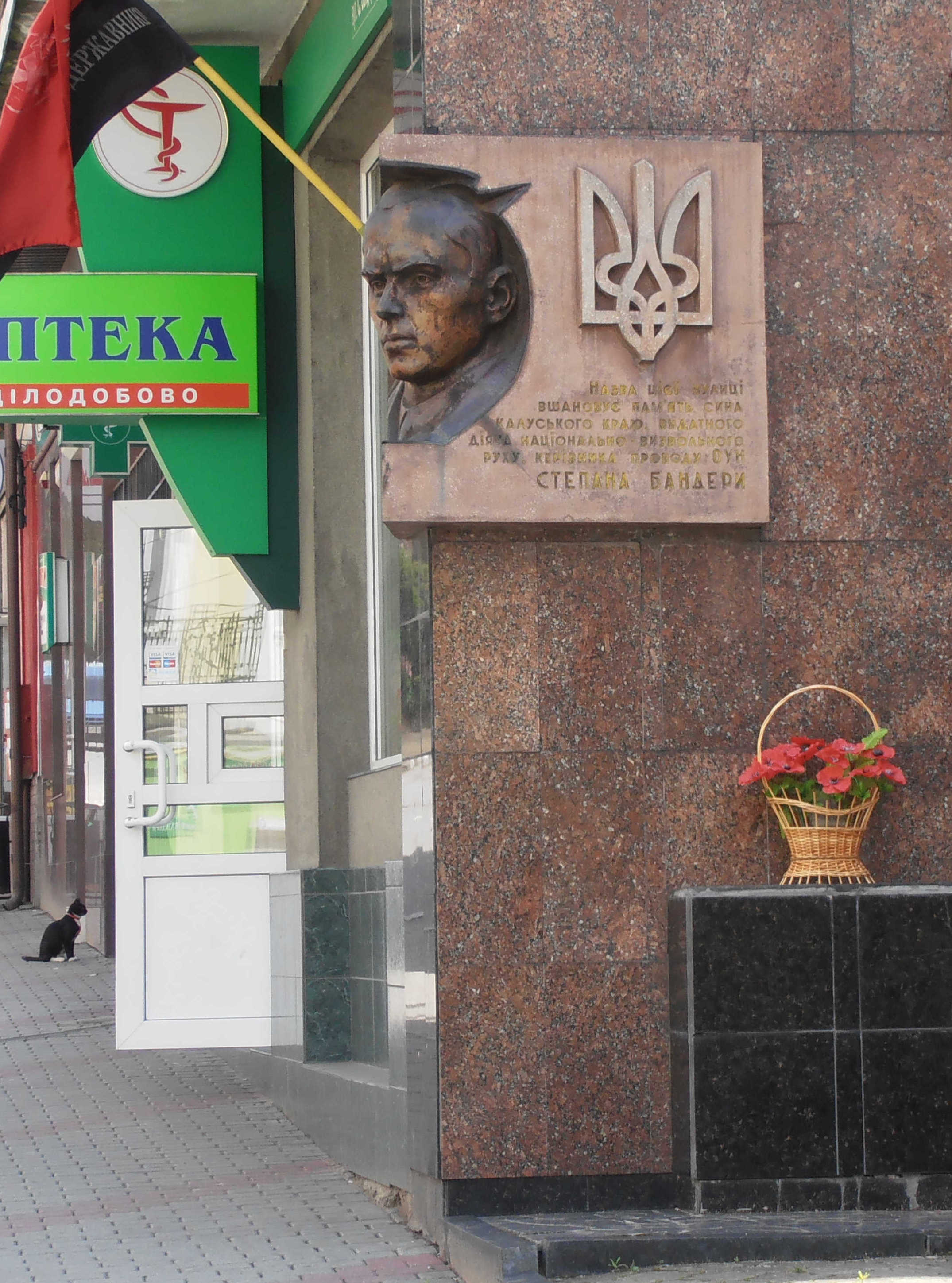
Барельєф у Калуші, на вулиці, яка названа на честь Степана Бандери

### Музеї

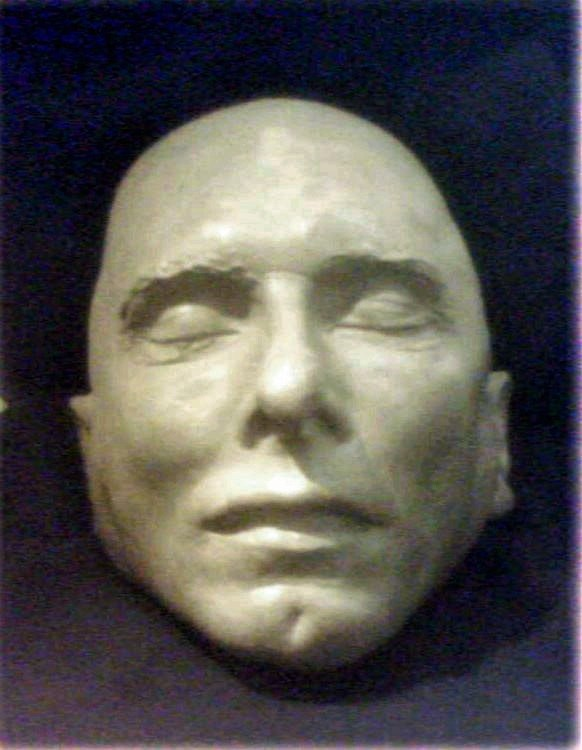
Посмертна маска Степана Бандери

У світі діють 6 музеїв Степана Бандери:
- Музей Степана Бандери в Дублянах
- Музей-садиба Степана Бандери (Воля-Задеревацька)
- Історико-меморіальний музей Степана Бандери (Старий Угринів, вересень 1993
- Музей Степана Бандери (Ягільниця)
- Музей визвольної боротьби імені Степана Бандери (Лондон)
- Музей-садиба родини Бандер (Стрий)

### Вулиці

#### Україна
На честь Степана Бандери названі проспекти в Тернополі та Києві, вулиці у Львові, Луцьку, Сумах, Дубровиці, Рівному, Коломиї, Івано-Франківську, Умані, Червонограді, Дрогобичі, Стрию, Долині, Калуші, Ковелі, Володимирі-Волинському, Городенці, Кам'янці-Подільському, Ізяславі, Сколе, Шепетівці, Житомирі, Броварах, Борисполі та в інших населених пунктах.

#### США
Вулиця Степана Бандери існує в місті Лос-Анджелес [Архівовано 23 липня 2018 у Wayback Machine.]

#### Чечня
На початку її незалежності у столиці Чечні, в Грозному, існувала Вулиця Степана Бандери. Після приходу до влади Рамзана Кадирова вулицю перейменували.

### Смолоскипна хода
У деяких містах України щороку 1 січня проводиться смолоскипна хода на честь Дня народження Степана Бандери. У Києві, вперше, така хода пройшла у 2007 році з ініціативи ВО «Свобода». Подібні акції проводяться і в інших містах України, зокрема у Львові, Луцьку, Івано-Франківську, Одесі. З 2010 року акції проводяться в Полтаві, з 2011 — в Житомирі, з 2014 — у Дніпрі, з 2016 року — у Херсоні і Слов'янську, 2017 року вперше пройшли в Запоріжжі й Черкасах.

### Герой України
Надання звання
20 січня 2010 року, «за незламність духу у відстоюванні національної ідеї, виявлені героїзм і самопожертву в боротьбі за незалежну Українську державу», Президент України Віктор Ющенко надав Степанові Бандері звання Героя України з відзначенням орденом Держави (посмертно). 22 січня на урочистостях з нагоди Дня соборності в Національній опері глава держави зазначив, що «цього очікували мільйони українців і багато років». Присутні на урочистостях вітали вручення стоячи. За нагородою вийшов онук провідника ОУН, якого також звуть Степан Бандера.

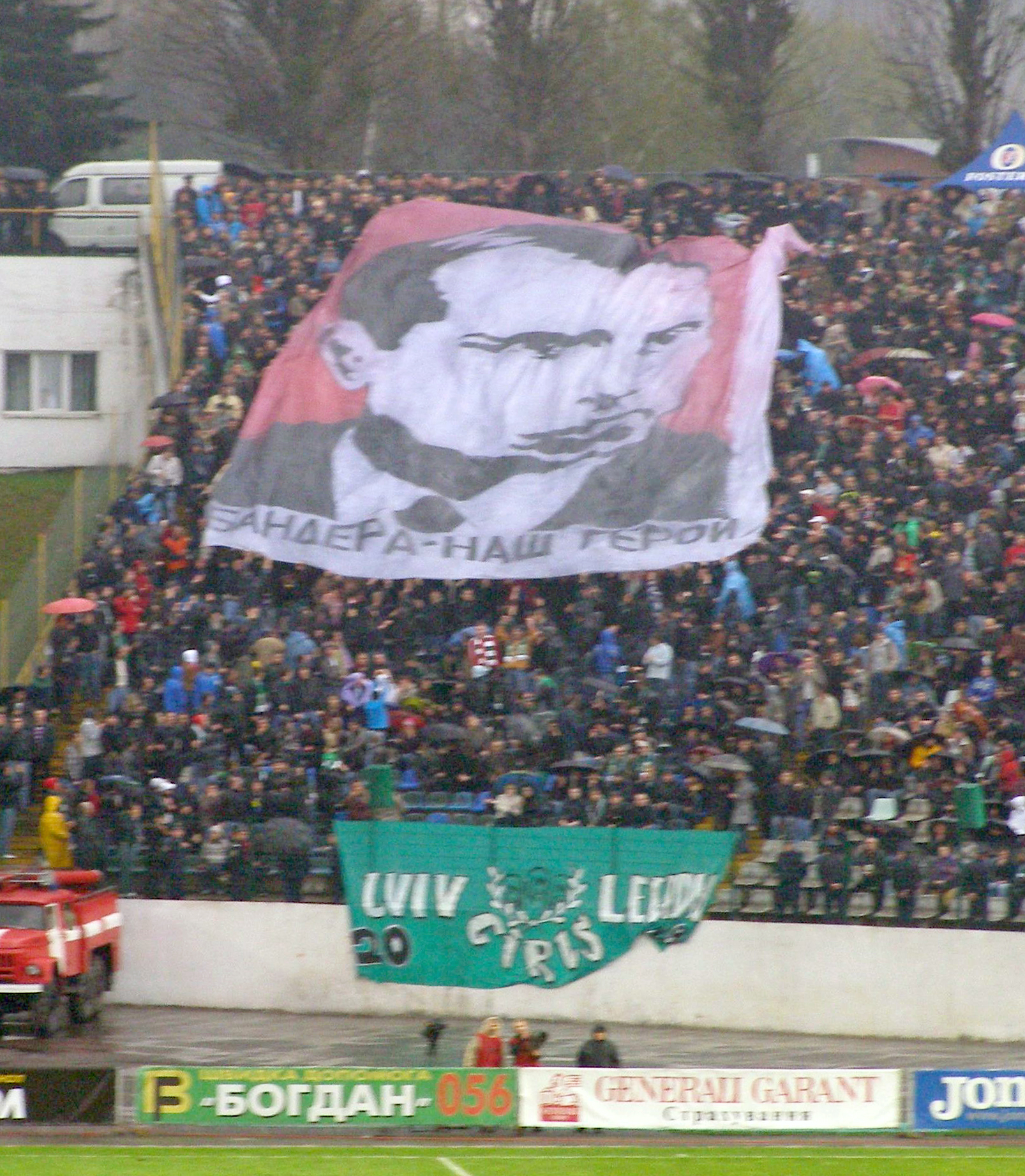
Банер на матчі «Карпати» — «Шахтар» у Львові з портретом діяча і написом «Бандера — наш герой» (квітень 2010)

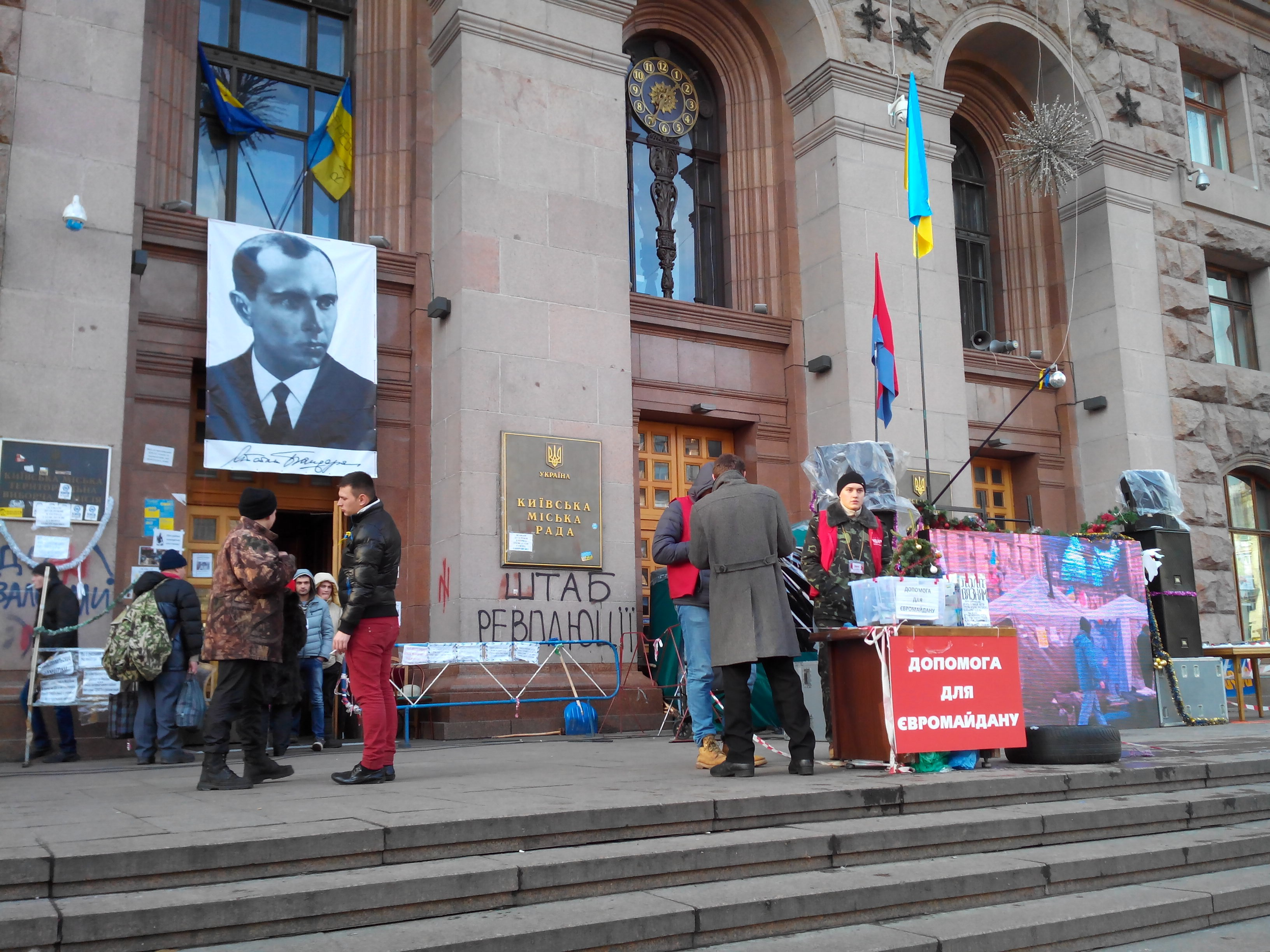
Портрет Степана Бандери при вході у захоплену демонстрантами Київську міську раду під час Євромайдану (січень 2014)

Дане рішення викликало неоднозначне сприйняття як в Україні, так і поза її межами:
Відлуння в Україні
- Народний депутат від Партії регіонів Вадим Колесніченко заявив, що це відзначення «грубо суперечить міжнародному та вітчизняному законодавству та веде до розколу країни»[122][123]
- На думку представника партії БЮТ депутата Андрія Сенченка, «своїм рішенням Ющенко ускладнює становище в країні. Він робить це з метою посилення нестабільності»[124], проте Андрій Шкіль уважає рішення Президента «позитивним, абсолютно позитивним»[125]
- Радянський розвідник[126], Герой України Євген Березняк так поставився до указу президента: |  | Це ляпас усім ветеранам ВВВ. Більшої капості він не міг зробити! Я, коли почув це, вирішив відмовитися від звання Героя України. Але мої колеги-ветерани сказали: не смій цього робити, ти заслужив це звання, і не Ющенко тобі його присвоював |
- Доцент історичного факультету Київського національного університету імені Тараса Шевченка Іван Патриляк переконаний, що Степан Бандера — одна з небагатьох постатей в українській історії 20 століття, яка заслуговує на найвище вшанування на рівні держави: |  | Єдина стратегічна і основна його позиція була спрямована на боротьбу за здобуття української незалежності. Навіть коли було знищено підпілля України, Бандера все ж залишався знаковою постаттю і обличчям української держави, внаслідок чого його ліквідували ... Бандера виконав місію національного прапора і символом прапора залишається досі. Для таких знакових постатей як Бандера логічно було б зробити Парк Слави національних героїв, з пам'ятниками і меморіалами |

Міжнародна відповідь
- Європейський парламент з подання польських представників[128] в парламенті, офіційно висловив жаль щодо рішення нагородити Степана Бандеру (резолюція RC-B7-0116/2010 від 17.02.2010). Депутати закликали нового президента Віктора Януковича переглянути це рішення свого попередника[128][129].
- Голова делегації Європарламенту з питань співпраці з Україною Павел Коваль (Польща) наголосив, що вважає подію навколо нагородження Бандери найвищою українською державною відзнакою, винятково внутрішньою справою українців[130].
- Голова «Словацького союзу борців із фашизмом» Павол Сечкар заявив, що «з боку Віктора Ющенка — це провокація» і що в роки Другої світової війни бандерівці лютували і на чехословацькій території, а надання високої нагороди проведено без вивчення багатьох історичних фактів, і сумнів викликають «так звані заслуги» С. Бандери[131].
- Голова «Словацького об'єднання колишніх в'язнів концтаборів» Отто Вагнер заявив: «Бандера співпрацював з нацистами. Тому неофашисти можуть сприймати надання йому звання героя України, як черговий крок до відбілювання фашизму»[131].
- Голова чеської конфедерації політв'язнів Надія Кавалірова висловила підтримку рішенню Президента України Віктора Ющенка надати звання Героя України Степану Бандері. Добре, що він (В. Ющенко) пішов на цей крок, багатьом чеським політикам є чого повчитися, — сказала Н. Кавалірова[132][133].
- Заступник Голови Ради Федерації Росії Ю. Воробйов назвав дії Ющенка щодо надання Бандері звання Героя ганебними: «Це просто сором. Якби про це дізналися наші діди та батьки, то просто б перекинулися від обурення в своїх могилах»[134].
- У заяві МЗС Росії говориться що нагородження: «подія настільки одіозна, що вона не могла не викликати однозначно негативну реакцію насамперед в Україні. Вже відома позиція з цього питання цілої низки українських політиків, котрі вважають, що вирішення подібного роду не сприяють консолідації української громадської думки»[135].
- Маршал сенату Польщі Богдан Борусевич заявив на зустрічі з головою Ради Федерації Росії Сергієм Міроновим, що надання Бандері звання Героя України, внутрішня справа українського керівництва[136].
- Міністр канцелярії президента Польщі Маріуш Ґандзлік заявив «Ми з подивом сприйняли рішення Президента України щодо Степана Бандери. Ми розраховували на велику делікатність з боку наших українських партнерів … Польща в розмовах з українськими партнерами неодноразово висловлювала свої заперечення з того, що стосується надання пошани Степану Бандері та членам УПА. Для поляків Степан Бандера — постать надзвичайно неоднозначна»[137].
- «Центр Симона Візенталя» направив лист до посольства України в США, в якому висловив «глибоку відразу по відношенню до тих почестей, якими відзначено Бандеру». У документі говориться, що Бандера був «посібником нацистів і винуватцем вбивства тисяч євреїв та людей інших національностей в роки Другої світової війни»[138][139].
- Російська християнська антикомуністична громадськість через надання звання Героя України Степанові Бандері, звернулась із заявою до Посольства України в РФ на підтримку цього звання та відправила заупокійну літію за душі Вождів Українського визвольного руху Степана Бандери, Романа Шухевича, Євгена Коновальця, а також всіх вождів і воїнів Української Повстанської Армії (УПА) та 14-ї гренадерської дивізії Waffen-SS «Галичина» (1-ї Української). Завершальну молитву прочитано українською мовою[140][141].

Судові рішення щодо скасування Указу Президента України
2 квітня 2010 року Донецький окружний адміністративний суд визнав незаконним та скасував Указ Президента Віктора Ющенка про надання С. Бандері звання Героя України. Суд визнав протиправним і таким, що підлягає скасуванню згаданий Указ, оскільки таке звання може присуджуватися тільки громадянам держави; набуття громадянства України є можливим з 1991 року; особи, що померли до цього року не можуть бути громадянами України; Бандера Степан Андрійович помер у 1959 році, тому він не є громадянином України, через що не може бути відзначеним званням Героя України.
12 квітня 2010 року Віктор Ющенко подав апеляційну скаргу на Постанову Донецького окружного адміністративного суду від 2 квітня 2010 року, мотивуючи її тим, що «рішення Донецького окружного адміністративного суду у справі не відповідає вимогам чинного законодавства України, а тому має бути скасоване».
Були подані апеляційні скарги також від інших осіб.
23 червня 2010 року Донецький апеляційний адміністративний суд ухвалив апеляційні скарги залишити без задоволення, постанову Донецького окружного адміністративного суду залишити без змін. Ухвала суду апеляційної інстанції могла бути оскаржена у Вищому адміністративному суді України протягом одного місяця, чого зроблено не було.
12 січня 2011 року пресслужба Адміністрації Президента України Віктора Януковича повідомила, що: 
|  | Ухвалою Донецького апеляційного адміністративного суду від 23 червня 2010 року постанову Донецького окружного адміністративного суду від 2 квітня 2010 року залишено без змін. Рішення набуло законної сили. Указ скасовано. |

Ці рішення викликали дискусії у суспільстві, в тому числі щодо юридичних наслідків вказаних судових рішень.
2 серпня 2011 року Вищий адміністративний суд України залишив у силі рішення Донецького окружного адміністративного суду від 2 квітня 2010 року та ухвалу рішення Донецького апеляційного адміністративного суду від 23 червня 2010 року, якими визнано незаконним указ третього президента України Віктора Ющенка від 20 січня 2010 року про надання Степану Бандері звання Героя України.
Колегія суддів не задовольнила касаційні скарги Ющенка, Юрія Шухевича (сина головнокомандувача УПА Романа Шухевича), Степана Бандери (онука Бандери), ВО Свобода і низки громадян України на дані рішення.
У грудні 2022 року Офіс Президента України підтвердив, що указ про присвоєння Степанові Бандері звання Герой України суд визнав незаконним і скасував.

### Інші почесні звання
Борець за незалежність України у ХХ сторіччі.
- 9 вересня 1997 — «Почесний громадянин міста Калуш»[150]
- 16 березня 2010 року він отримав звання «Почесний громадянин міста Хуст» (20 квітня 2011 року Хустський районний суд позбавив Степана Бандеру цього звання[151])
- 30 квітня — «Почесний громадянин міста Тернопіль»,
- 6 травня — «Почесний громадянин міста Івано-Франківськ»,
- 7 травня — «Почесний громадянин міста Львів»,
- 12 травня — «Почесний громадянин Коломиї»[152],
- 21 серпня — «Почесний громадянин міста Долина»[153],
- 28 жовтня — «Почесний громадянин міста Вараш»[154],
- 17 грудня — «Почесний громадянин Луцьк»[155],
- 29 грудня — «Почесний громадянин міста Червоноград»[156],
- 13 січня 2011 року — «Почесний громадянин міста Теребовля»[157],
- 18 січня — «Почесний громадянин міста Трускавець»[158] і «Почесний громадянин Радехова»[159],
- 20 січня — «Почесний громадянин міста Сокаль»[160] і «Почесний громадянин міста Стебника»[161],
- 24 січня — «Почесний громадянин міста Жовква»[162],
- 11 лютого — «Почесний громадянин міста Сколе»[163],
- 16 лютого — «Почесний громадянин Яворівського району»[164],
- 24 лютого — «Почесний громадянин Бережан»[165],
- 24 лютого — «Почесний громадянин Самбора»[166],
- 25 лютого — «Почесний громадянин Борислава»[167],
- 9 березня — «Почесний громадянин Бродів»[168],
- 29 березня 2011 — «Почесний громадянин Стрия»[169],
- 5 травня— «Почесний громадянин Моршина»[170].

#### Мапа почесних звань
- більшого розміру — міста (з підписом, якщо населення понад 25 тис. осіб);
- меншого розміру — села, селища і смт

## Акти вандалізму на могилі

### Руйнування пам'ятника 2014 року
17 серпня 2014 року зруйновано пам'ятний хрест на могилі Степана Бандери в Мюнхені. Земля на могилі з невідомих причин була перекопана. Цей акт вандалізму зафіксовано німецькою поліцією, консулом України в Мюнхені та Міністром закордонних справ України Павлом Клімкіним.

### Вандальні надписи та радянський прапор у червні 2015
На могильному хресті Степана Бандери написали дату волинської трагедії й повісили радянський прапор.

## Книги про Бандеру
- Степан Бандера у документах радянських органів державної безпеки (1939—1959) / 3a загальною редакцією професора Володимира Сергійчука. — К. : ПП Сергійчук М. І, 2009. — Т. 1. — 680 с. — ISBN 978-966-2911-25-1.
- Степан Бандера у документах радянських органів державної безпеки (1939—1959) / 3a загальною редакцією професора Володимира Сергійчука. — К. : ПП Сергійчук М. І, 2009. — Т. 2. — 640 с. — ISBN 978-966-2911-25-1.
- Ґой П., Степенський Б., Саноцька Р. Збірка документів та матеріялів про вбивство Степана Бандери 1909—1959—1989. — Торонто — Нью-Йорк — Мюнхен — Лондон — Мельборн : Світовий Український Визвольний Фронт, 1989. — 80 с.
- Гордасевич, Галина. Степан Бандера: людина і міф / Електронна версія книги на сайті lib.oun-upa.org.ua. — Львів : Піраміда, 2001. — ISBN 966-7188-41-8.
- Климишин, Микола. Спомини про провідника ОУН Степана Бандеру (з книги «В поході до волі». — Торонто, 1975. — Т. 1) // Життя і діяльність Степана Бандери: документи й матеріали / Редактор і упорядник — Микола Посівнич. — Тернопіль : Астон, 2008. — С. 67—115. — ISBN 978-966-308-253-0.
- Кук, Василь. Життя і діяльність Степана Бандери: документи й матеріали / Редактор і упорядник — Микола Посівнич. — Тернопіль : Астон, 2008. — С. 52—57. — ISBN 978-966-308-253-0.
- Мірчук Петро. Степан Бандера: символ революційної безкомпромісовости. — Нью-Йорк — Торонто : Організація Оборони Чотирьох Свобід України; Ліга Визволення України, 1961. — 160 с.
- Перепічка, Євген. Феномен Степана Бандери. — Видання 2-е, доповнене. — Львів : Сполом, 2008. — 736 с. — ISBN 978-966-665-339-7.
- Посівнич, Микола. Молодість Степана Бандери // Життя і діяльність Степана Бандери: документи й матеріали / Редактор і упорядник — Микола Посівнич. — Тернопіль : Астон, 2008. — С. 9—39. — ISBN 978-966-308-253-0.
- Посівнич, Микола. Степан Бандера — життя, присвячене свободі. — Торонто — Львів : Літопис УПА, 2008. — Т. 3. — 112 с. — (Події і Люди) — ISBN 978-966-2105-10-0. (link [Архівовано 18 квітня 2021 у Wayback Machine.])
- Стецько, Я. И. З ідеями Степана Бандери за його життя і по смерті // Життя і діяльність Степана Бандери: документи й матеріали / Редактор і упорядник — Микола Посівнич. — Тернопіль : Астон, 2008. — С. 179—201. — ISBN 978-966-308-253-0.
- Частий, Р. В. Степан Бандера: мифы, легенды, действительность. — Харьков : Фолио, 2007. — 382 с. — (Время и судьбы) — ISBN 966-03-3656-X. (рос.)
- Балабанський М. Музей-садиба Степана Бандери в селі Воля Задеревацька. — Воля Задеревацька — 2000. — 96 с.
- Пастух Р. Родинний архів Степана Бандери. — Дрогобич: видавець Сурма Святослав, 2008. — 160 с.
- Степан Бандера та його родина в народних піснях, переказах та спогадах / Записи та упорядкування Григорій Дем'ян. — Львів: «Афіша», 2006. — 568 с.
- Шлях Бандери. 100-річчя від дня народження (збірка статей). — Київ: Українська видавнича спілка, 2008. — 48 с.
- Цар І. За що ми любимо Бандеру. З нагоди 100-ліття від дня народження Великого Сина України (1.01.1909-15.10.1959) — Львів, 2009. — 48 с.
- Батьківщина Степана Бандери. Пам'ятні місця Старого Угринова. До 100-річчя від дня народження Степана Бандери. — Івано-Франківськ: «Лілея-НВ», 2008. — 32 с.
- Степан Бандера: 1909—1959 — 2009. Збірник статей. Упорядник Богдан Гордасевич, Микола Посівнич. — Львів: «Тріада плюс», 2010. — 220 с.
- Дужий П. Степан Бандера — символ нації. — Львів: Галицька видавнича спілка, 1996. — ч.1; 1997 — ч. 2.
- Кук В. Степан Бандера (1909—1999). — Івано-Франківськ: Лілея НВ, 1999. — 48 с.
- Кук В. Степан Бандера. Роман Шухевич. — Львів: Видавництво «БОНА», 2012—140 с.
- Сватко Я. Місія Бандери. — Львів: Галицька видавнича спілка, 2003. — 64 с.
- Сватко Я. Степан Бандера [Текст]: урок до сторіччя / Я. Сватко. — Л. : Галицька видавнича спілка, 2008. — 24 с.
- Московські вбивці Бандери перед судом. Збірка матеріалів за редакцією Данила Чайковського. — Мюнхен: Українське вид-во, 1965. — 695 с.
- Арсенич П., Федорів Т. Родина Бандерів: До 90-річчя від дня народження та 40-річчя трагічної смерті Провідника ОУН Степана Бандери (1909—1959). — Івано-Франківськ: Нова Зоря, 1998. — 103 с.
- Варшавський акт обвинувачення Степана Бандери та товаришів / Упорядник Микола Посівнич. — Львів, 2005. — 204 с.
- Вбивство Степана Бандери [Текст]. — Л. : Червона калина, 1993. — 357 с.
- Частій Р. Степан Бандера. — Харків: «Фоліо», 2009. — 123 с.
- Шафета П. Пістоле від Бандери. Політичний детектив. — Луцьк, 1994. — 120 с.
- Батьківщина Бандери / авт.-упоряд. Т. Федорів. — Старий Угринів, 2007. — 116 с.
- Степан Бандера: Документи і матеріали (1920—1930 рр.) / упоряд. М. Посівнич. — Л., 2006. — 248 с.
- Степан Бандера : 90 років з дня народження. — Л. : Галицька Видавнича Спілка, 1998. — 16 с.
- Бабій В. Планета на ім'я Бандера [Текст]: повість / В. Бабій. — Івано-Франківськ: ПП Супрун В. П., 2008. — 143 с.
- Велет національної ідеї: зб. творів до 100-річчя від дня народж. С. Бандери. — Коломия: Вік, 2008. — 127 с.
- Галичина [Текст]: всеукр. наук. і культ.-просвітній краєзн. часопис. Ч. 15-16'2009 : до 100-річчя від дня народж. С. Бандери / ПНУ ім. В. Стефаника. — Івано-Франківськ, 2009. — 772 с.
- Когут М. Степан Бандера: фотомиті життя Провідника ОУН / М. Когут. — Калуш: Копі-центр, 2009. — 35 с.
- Степан Бандера — символ нації: матеріали наук. конф., присвяч. 90-річчю від дня народж. провідника ОУН С. Бандери. — Івано-Франківськ, 1999. — 63 с.
- Науково-популярний бюлетень : вісник історико-мемор. музею  С. Бандери / ПНУ ім. В. Стефаника ; редкол. : Б. Гаврилів [та ін.]. - Івано-Франківськ, 2006. - Вип. І. -  114 с.
- Феномен «Бандерофобии» в русском сознании: взгляд на проблему глазами русского аналитика в Украине: зб. ст. / Укр. Вид. Спілка. — К., 2007. — 43 с.
- Юзич Ю. Пластова юність Степана Бандери / Ю. Юзич. — Івано-Франківськ: Місто НВ, 2008. — 20 с.
- Посівнич М. Степан Бандера. — Харків: Клуб сімейного дозвілля, 2015—256 с. (Серія: Українці історія нескорених)
- Посівнич М. Степан Бандера. — Дрогобич: Посвіт, 2018. — 332 с.
- Степан Бандера: людина — борець — провідник. / Данило Чайковський — УВС ім. Ю. Липи. — Київ, 2017. — 96 с.
- Фаріон І. Степан Бандера — практик, теоретик, містик націоналістичного руху. — Івано-Франківськ: Місто НВ, 2009. — 32 с. + компакт-диск.
- Матеріали до навчально-виховних занять Степан Бандера. — Тернопіль: Мандрівець, 2009. — 272 с.
- Левицька В. Степана Бандера і Я. — Київ: Зелений пес, 2011. — 48 с.
- Плохій С. Убивство у Мюнхені. По червоному сліду. — Харків: Клуб сімейного дозвілля, 2017. — 512 с.
- Сушко Ю. Я убил Степана Бандеру!… — Центрполиграф, 2013. — 317 с.
- Краин Ю. Я убил Степана Бандеру!… — 2008.
- Мизак, Н. С. Степан Бандера — соборник святої волі / Н. С. Мизак ; Чернів. нац. ун-т ім. Ю. Федьковича ; дослідний ін-т «Студіюм». — Чернівці ; Торонто: Прут, 2011. — 310 с. : іл. — (Дод. до серії «За тебе, свята Україно»).
- Страсті за Бандерою. Збірник статей / Упоряд. Ігор Балинський, Ярослав Грицак, Тарік Сиріл Амар. — Київ: Грані-Т, 2010. — 400 с.
- Загребельний І. «Степан Бандера: міфологія української свободи». — 2013.
- Rossoliński-Liebe, Grzegorz. Stepan Bandera: The Life and Afterlife of a Ukrainian Nationalist. Fascism, Genocide, and Cult.. — Stuttgart: ibidem-Verlag, 2014. — 654 с.
- Млечин М. Л. Степан Бандера и судьба Украины. — Москва: Издательский дом «Аргументы недели», 2018. — 480 с.
- Степан Бандера: в одній особі образ покоління: зб. метод, матеріалів для вшанування пам'яті славетного сина України / упоряд. О. Г. Ліскова ; ред. О. М. Раскіна. — Т., 2009. — 76 с.
- Нагірняк, В. Во Славу Золотого Тризуба [Текст] / В. Нагірняк. — Івано-Франківськ: Лік, 2008. — 150 с.
- Север А. Бандера и бандеровщина. — М.: Алгоритм, 2014.- 300 с.
- Дужий П. За яку Україну боровся Степан Бандера? — Київ-Львів: Конгрес українських націоналістів, 1994.
- Федорів, Т. Ф. Наш Бандера / Т. Ф. Федорів. — Івано-Франківськ: Нова Зоря, 2008. — 86 с.
- Степан Бандера (1 січня 1909 — 15 жовтня 1959): біобібліогр. покаж. / уклад. Р. Д. Кивацька. — Дрогобич: РВВ ДДПУ імені Івана Франка, 2019. — 152 с.
- Посівнич М. Степан Бандера. Провідник української ідеї. — К.: Наш Формат, 2023. — 288 с.

## Фільми про Бандеру

### Художні фільми
- Атентат — Осіннє вбивство у Мюнхені (1995; роль виконав Ярослав Мука);
- Нескорений (2000; роль виконав Ярослав Мука).

### Документальні фільми
- «Три любові Степана Бандери» (документальний телефільм, 1998, ТІА «Вікна»). Режисер Влад Гелло, оператор Костянтин Фролов, автор ідеї та сценарію Юрій Луканов[173][174][175].
- «Секрети Бандери» (документальний телефільм, 2014, телеканал 1+1). Режисер Світлана Усенко)[176]. Директор Українського інституту національної пам'яті Володимир В'ятрович критикував фільм через перекручення його автором фактів біографії героя; також, на його погляд, має місце тенденційний, неправдивий виклад характеру головного героя[177].

## Пісні про Бандеру
- «Ах, Бандеро, український апостол!» — Орест Лютий
- У 2016 році в інтернеті з'явилася пісня про Степана Бандеру, присвячена 107-річчю з дня його народження, виконана в стилі пісні італійського співака та кіноактора Адріано Челентано «Azzurro», яка згодом набрала велику популярність в мережі[178][179].
- «Батько наш — Бандера» — українська патріотична пісня, яка неодноразово була використана у патріотичних флешмобах молоді.